# Auschwitz
O campo de concentração de Auschwitz (em alemão:  Konzentrationslager Auschwitz, pronunciado [kɔntsɛntʁaˈtsi̯oːnsˌlaːɡɐ ˈʔaʊʃvɪts] (escutarⓘ), também KZ Auschwitz ou KL Auschwitz) foi uma rede de campos de concentração localizados no sul da Polônia operados pelo Terceiro Reich e colaboracionistas nas áreas polonesas anexadas pela Alemanha Nazista, maior símbolo do Holocausto perpetrado pelo nazismo durante a Segunda Guerra Mundial. A partir de 1940, o governo de Adolf Hitler construiu vários campos de concentração e um campo de extermínio nesta área. A razão direta para sua construção foi o fato de que as prisões em massa de judeus, especialmente poloneses, por toda a Europa que ia sendo conquistada pelas tropas nazistas, excediam em grande número a capacidade das prisões convencionais até então existentes. Ele foi o maior dos campos de concentração nazistas, consistindo em Auschwitz I (Stammlager, campo principal e centro administrativo do complexo); Auschwitz II–Birkenau (campo de extermínio), Auschwitz III–Monowitz, e mais 45 campos satélites.:50
Por um longo tempo, Auschwitz era apenas o nome alemão dado a Oświęcim, na Baixa Polônia, a cidade em volta da qual os campos eram localizados. Ele tornou-se novamente oficial após a invasão da Polônia pela Alemanha em setembro de 1939. "Birkenau", a tradução alemã para Brzezinka (floresta de bétulas), referia-se originalmente a uma pequena vila polonesa que foi destruída para que o campo pudesse ser construído.
Em 27 de abril de 1940, Heinrich Himmler, o Reichsführer da SS, deu ordens para que a área dos antigos alojamentos da artilharia do exército, no local agora oficialmente nomeado Auschwitz, fosse transformado em campos de concentração. No complexo construído, Auschwitz II–Birkenau foi designado por ele como campo de extermínio e o lugar para a Solução Final dos judeus. Entre o começo de 1942 e o fim de 1944, trens transportaram judeus de toda a Europa ocupada para as câmaras de gás do campo.:6 O primeiro comandante, Rudolf Höss, testemunhou depois da guerra, no Julgamento de Nuremberg, que mais de três milhões de pessoas haviam morrido ali, 2,5 milhões gaseificadas e 500 mil de fome e doenças. Hoje em dia os números mais aceitos são em torno de 1,3 milhão, sendo 90% deles de judeus. Outros deportados para Auschwitz e executados foram 150 mil poloneses, 23 mil romas, 15 mil prisioneiros de guerra soviéticos, cerca de 400 Testemunhas de Jeová e dezenas de milhares de pessoas de diversas nacionalidades.:62 Aqueles que não eram executados nas câmaras de gás morriam de fome, doenças infecciosas, trabalhos forçados, execuções individuais ou experiências médicas.
Em 27 de janeiro de 1945 os campos foram libertados pelas tropas soviéticas, dia este que é comemorado mundialmente como o Dia Internacional da Lembrança do Holocausto, assim designado pela Assembleia Geral das Nações Unidas, resolução 60/7, em 1 de novembro de 2005, durante a 42º sessão plenária da Organização. Em 1947, a Polônia criou um museu no local de Auschwitz I e II, que desde então recebeu a visita de mais de 30 milhões de pessoas de todo mundo, que já passaram sob o portão de ferro que tem escrito em seu cimo o infame motto "Arbeit macht frei" (o trabalho liberta). Em 1979, a UNESCO declarou oficialmente as ruínas de Auschwitz-Birkenau como Patrimônio da Humanidade.

## Campos

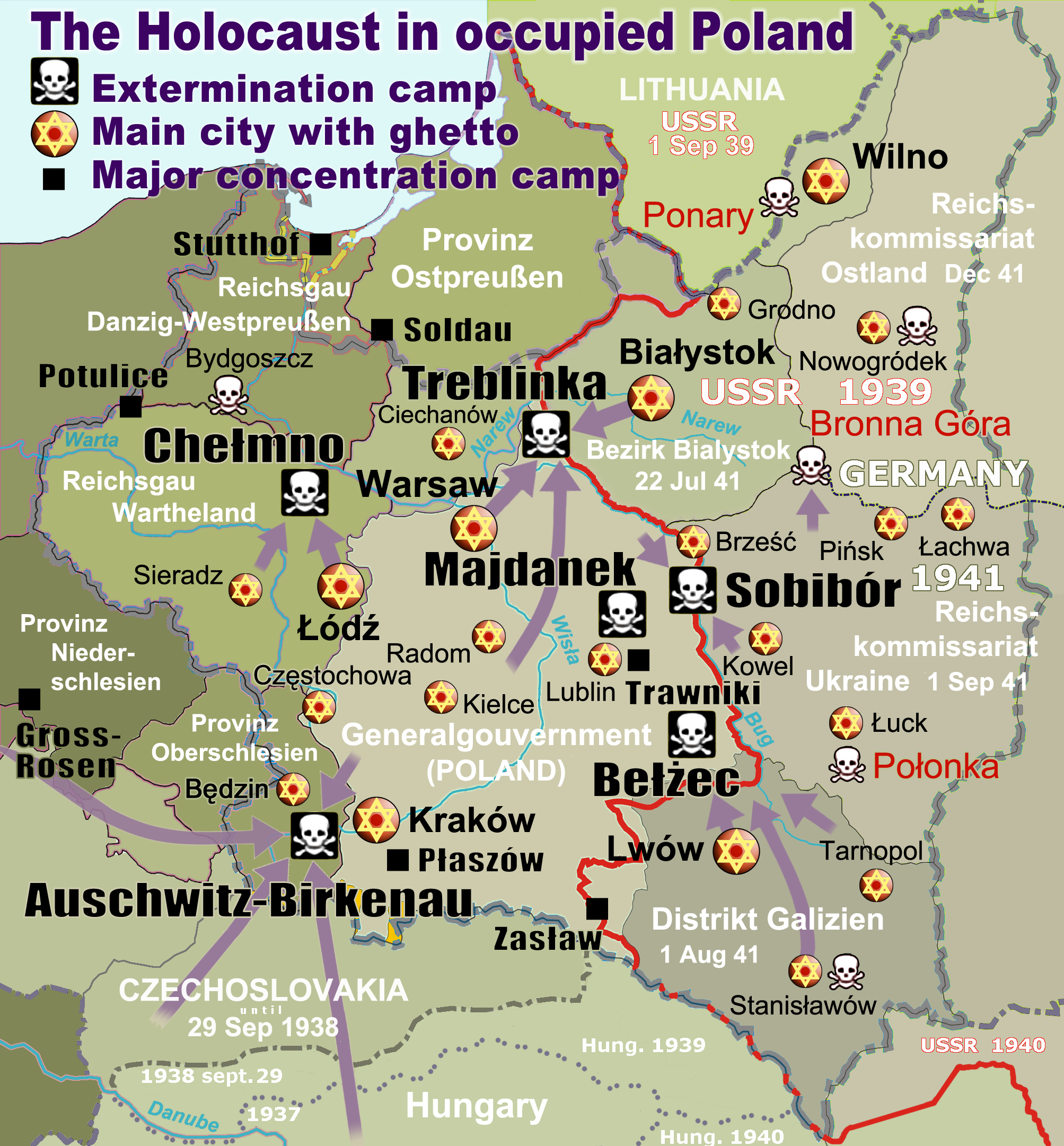
Localização do complexo de Auschwitz e de outros campos na região Polônia–Alemanha

O complexo de campos de concentração de Auschwitz era localizado administrativamente no extremo leste da Província da Alta Silésia do Terceiro Reich, condado de Bielsko (em alemão: Provinz Oberschlesien, Regierungsbezirk Kattowitz, Landkreis Bielitz), aproximadamente 30 km ao sul de Katowice e a 50 km a oeste de Cracóvia, como parte da área polonesa anexada pelo Reich nazista, abrangendo uma grande área industrial, rica em recursos naturais. Havia um total de 48 campos no complexo. Os maiores eram Auschwitz I, Auschwitz II–Birkenau e Auschwitz III–Monowitz ou Buna, um campo de trabalhos forçados. O centro administrativo do complexo ficava em Auschwitz I, onde cerca de 70 mil pessoas morreram, a maioria delas poloneses étnicos e prisioneiros soviéticos. Auschwitz II era o campo de extermínio ou Vernichtungslager, onde ao menos 960 mil judeus, 75 mil poloneses e 19 mil romas foram mortos. Auschwitz III-Monowitz servia como campo de trabalho para a fábrica Buna-Werke, do conglomerado industrial IG Farben. A SS-Totenkopfverbände, criada por Hitler em 1934 para a administração de campos de concentração, era a organização responsável pela administração geral. Essa organização atuava de forma independente dentro das SS, tendo suas próprias patentes e estruturas de comando. Três homens comandaram o complexo durante sua existência: o Obersturmbannführer Rudolf Höss entre maio de 1940 e novembro de 1943; Obersturmbannführer Arthur Liebehenschel entre novembro de 1943 e maio de 1944 e o Sturmbannführer Richard Baer, entre maio de 1944 e janeiro de 1945.
O escritor e químico Primo Levi, sobrevivente de um ano de confinamento em Auschwitz III-Monowitz e autor de É isso um Homem?, livro clássico sobre Auschwitz, assim escreveu as condições de vida ali:

Nunca existiu um Estado que fosse realmente "totalitário". Nunca houve um lugar onde alguma forma de reação tenha deixado de existir, algum corretivo na tirania total, nem mesmo no Terceiro Reich ou na União Soviética de Stalin: nos dois casos, a opinião pública, a magistratura, a imprensa internacional, as igrejas, o sentimento por justiça e humanidade que mesmo dez ou vinte anos de tirania não puderam erradicar, tudo isso, de maneira maior ou menor, agiu como um freio. Apenas no "Lager" (campo) a restrição a algo era abaixo do não-existente e o poder destes pequenos sátrapas absoluto. :5

### Auschwitz I
Este era o campo original, que servia como centro administrativo de todo o complexo. A área – que abrigava dezesseis edifícios de um só andar – anteriormente havia servido de alojamento para a artilharia do exército. O Obergruppenführer-SS Erich von dem Bach-Zelewski, líder da polícia da Silésia, procurava um local para a construção de um novo campo, visto que os existentes estavam no limite de sua capacidade. Richard Glücks, chefe da Inspetoria dos Campos de Concentração (Inspektion der Konzentrationslager), enviou o ex-chefe do campo de Sachsenhausen, Walter Eisfeld, para avaliar a área. Ela foi aprovada, Himmler deu as ordens de construção e Rudolf Höss supervisionou as obras e se tornou seu primeiro comandante, com Josef Kramer como seu subcomandante.:10, 16

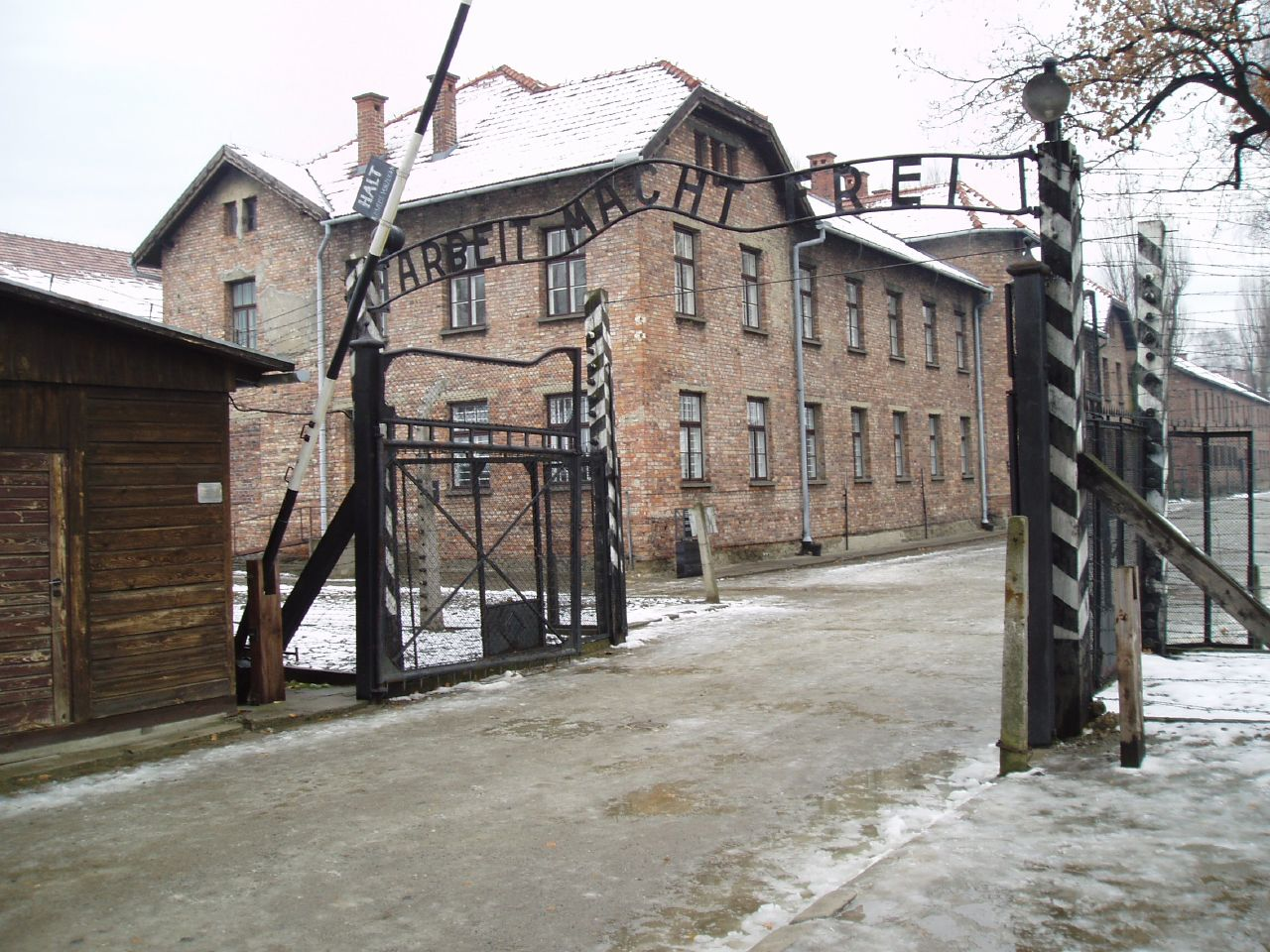
Portão principal de Auschwitz I, onde se lê a frase "Arbeit macht frei" ("o trabalho liberta")

Os residentes no local foram despejados, incluindo 1 200 pessoas que viviam em barracas ao redor dos quartéis, e foi criada uma área de exclusão de 40 km², que os alemães chamaram de Área de Interesse do Campo de Concentração de Auschwitz (Interessengebiet des KZ Auschwitz). Trezentos judeus residentes de Oświęcim foram requisitados e trazidos para trabalharem nas fundações. Entre 1940 e 1941, 17 mil poloneses e judeus residentes nos distritos ocidentais da cidade, adjacentes ao campo, foram despejados de suas habitações. Também foram ordenadas expulsões nas vilas de Broszkowice, Babice, Brzezinka, Rajsko, Pławy, Harmęże, Bór e Budy. A expulsão de civis poloneses cristãos era um passo na direção de estabelecer uma zona de exclusão ao redor dos campos, que serviria para isolá-los do mundo exterior e levar adiante os objetivos da SS. Alemães e alemães étnicos nascidos fora do país ocuparam algumas das residências deixadas vazias pelos judeus, transportados para os guetos.
Os primeiros prisioneiros (30 criminosos alemães trazidos de Sachsenhausen) chegaram em maio de 1940. Foram trazidos com a intenção de destiná-los a atuar como funcionários dentro do sistema prisional. O primeiro transporte de prisioneiros poloneses para o campo, 728 deles, incluindo 20 judeus, chegou em 14 de junho, vindo da prisão de Tarnów, no sudeste da Polônia. Eles foram internados no antigo edifício da Polish Tobacco Monopoly, vizinho à área, até que o campo estivesse pronto. A população foi crescendo rapidamente, à medida que o complexo recebia dissidentes, intelectuais e membros da resistência polonesa presos. Em março de 1941, ele tinha 10,9 mil prisioneiros, a maioria dos quais poloneses.:10, 16
A SS selecionava alguns prisioneiros, geralmente criminosos alemães, como supervisores com privilégios (os chamados kapos) sobre outros internos. Apesar de envolvidos em várias atrocidades em Auschwitz, apenas dois deles foram julgados no pós-guerra por seus comportamentos individuais, a maioria sendo considerada como não tendo outra escolha senão agir como agiram. As categorias de prisioneiros eram distinguidas por marcas especiais em suas roupas: verde para os criminosos comuns, vermelha para os presos políticos e amarela para os judeus  (ver: Triângulos do Holocausto). Judeus e prisioneiros soviéticos eram geralmente os tratados da pior maneira. Todos os prisioneiros tinham que trabalhar nas fábricas de armas associadas ao complexo, à exceção dos domingos, reservado para limpeza e banho. As duras condições do trabalho, combinadas com a pouca alimentação e falta de higiene, levaram a um crescimento considerável da taxa de mortalidade entre os presos. Dos primeiros 10 mil prisioneiros de guerra soviéticos internados, apenas algumas centenas deles sobreviveram aos cinco primeiros meses.

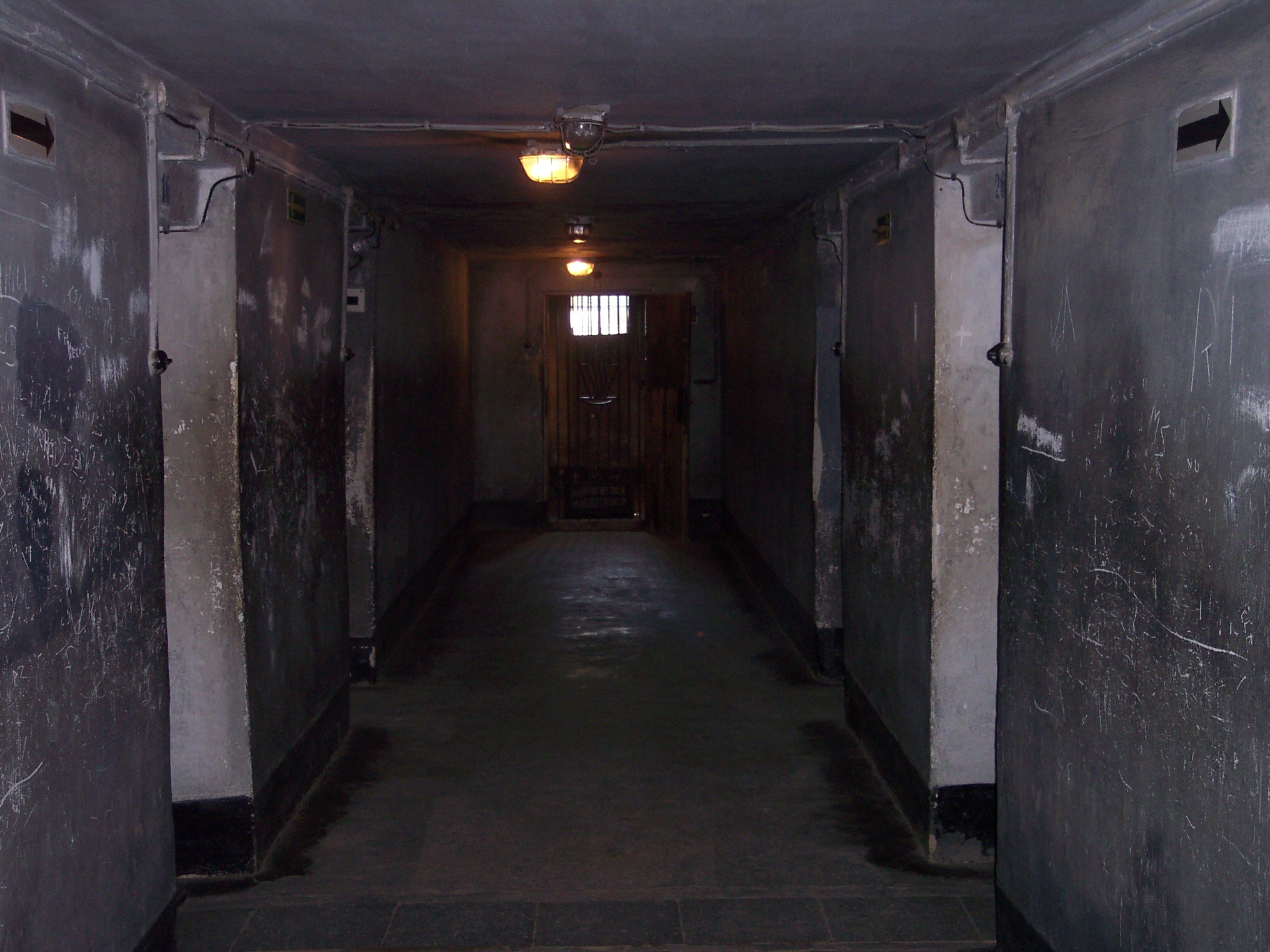
Um corredor do Bloco 11

O Bloco 11 de Auschwitz I era considerado "a prisão dentro da prisão", onde aqueles que quebravam as regras, tentavam escapar ou eram suspeitos de sabotagem eram punidos. Alguns prisioneiros eram obrigados a passar noites seguidas nas "celas verticais", pequenas celas de 1,5 m², onde quatro deles eram colocados ao mesmo tempo, não tendo outra alternativa que passarem a noite toda em pé, saindo no dia seguinte novamente para os trabalhos forçados nas fábricas. No porão do bloco ficavam as "celas da fome", onde os aprisionados ali ficavam sem receber comida ou água até que morressem. Lá também ficavam as "celas escuras", que tinham apenas um pequeno espaço na parede para respirar e portas sólidas; os prisioneiros colocados nestas celas permanentemente na escuridão iam gradualmente sufocando à medida que o oxigênio ia rareando dentro delas; às vezes, os guardas da SS acendiam velas para fazer o oxigênio acabar mais depressa; muitos dos ali aprisionados eram suspensos com as mãos amarradas para trás por horas ou mesmo dias, o que fazia com que, ao passar do tempo, suas clavículas fossem deslocadas.:26
Em 3 de setembro de 1941, o subcomandante SS-Hauptsturmführer Karl Fritzsch fez uma primeira experiência bem-sucedida com seiscentos prisioneiros de guerra soviéticos e 150 poloneses, trancando-os dentro de um dos porões do bloco 11 e gaseificando-os com Zyklon-B, um pesticida altamente letal à base de cianureto.

### Auschwitz II – Birkenau

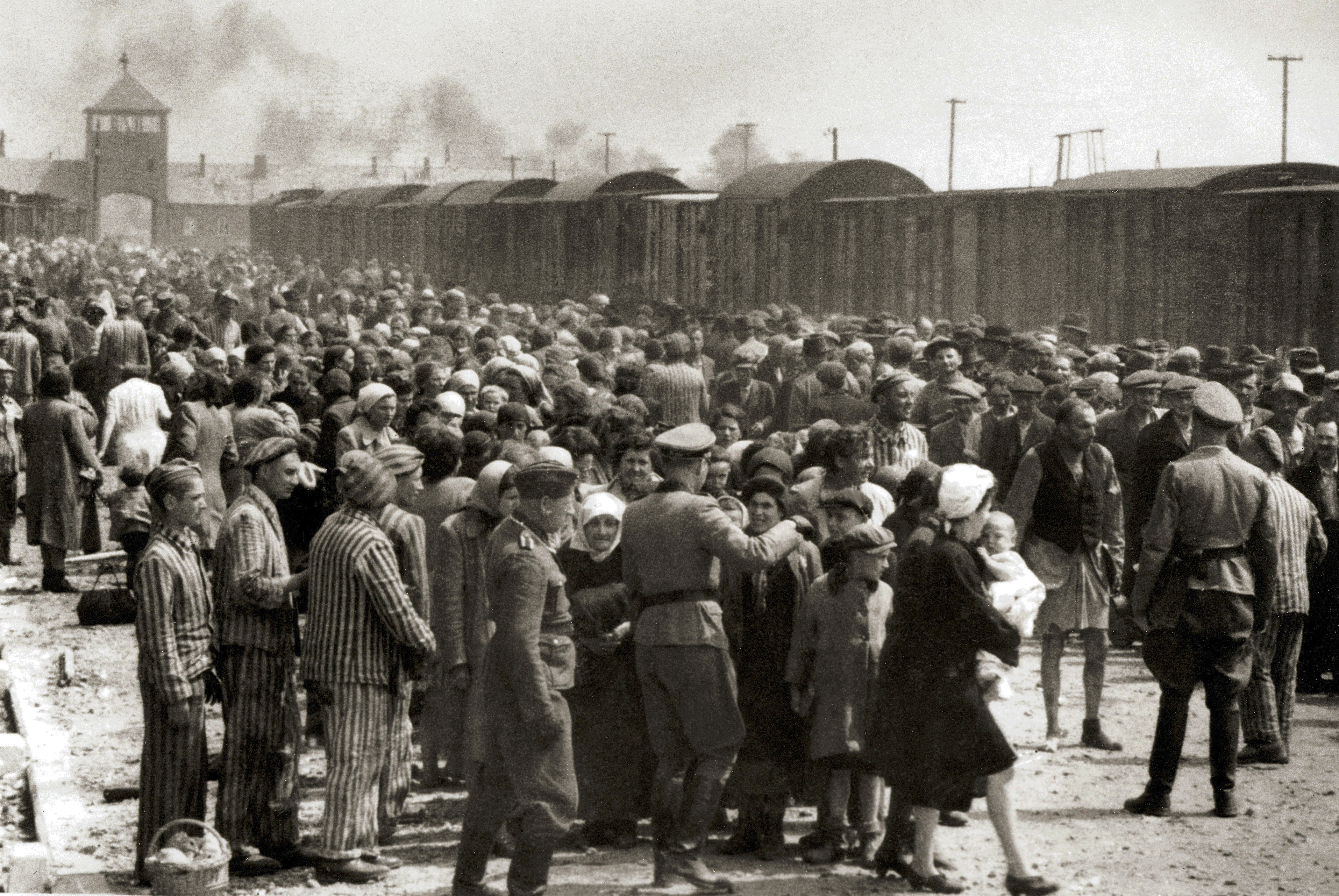
Judeus húngaros chegando a Auschwitz II na Polônia ocupada pelos alemães, maio de 1944. A maioria foi "selecionada" para ir às câmaras de gás. Os prisioneiros do campo são visíveis em seus uniformes listrados

Birkenau é o campo mais universalmente conhecido como Auschwitz, o campo de extermínio. Ali se aprisionaram milhões de judeus e ali também foram executados mais de um milhão de judeus e romas. Maior que Auschwitz I, mais pessoas passaram por seus portões que pelo campo original. Sua construção começou em outubro de 1941, para descongestionar o primeiro; foi construído para abrigar várias categorias de prisioneiros e funcionar como campo de extermínio nos moldes do imaginado por Himmler e pela cúpula nazista como a "Solução Final para o problema judeu", o extermínio dos judeus como povo. A primeira câmara de gás construída era conhecida como "A Pequena Casa Vermelha", uma pequena construção de tijolos convertida em instalação de gaseificação, colocando abaixo as paredes internas e construindo muros de tijolos no lugar. Ela tornou-se operacional a partir de março de 1942. Uma segunda construção, "A Pequena Casa Branca", também foi convertida em câmara algumas semanas depois.:96-97, 101
Os nazistas haviam se comprometido com a Solução final desde 20 de janeiro de 1942, após a Conferência de Wannsee. Em seu depoimento no Julgamento de Nuremberg, em 15 de abril de 1946, o principal comandante de Auschwitz, Rudolf Höss, testemunhou que Heinrich Himmler havia-lhe pessoalmente ordenado que preparasse o campo para este propósito:
No verão de 1941 eu fui convocado a Berlim pelo Reichsführer-SS Himmler para receber ordens pessoais. Ele me disse algo - eu não lembro as palavras exatas - sobre o Führer ter dado a ordem para a solução final da questão judia. Nós, a SS, deveríamos levar adiante essa ordem. Se ela não fosse cumprida agora, os judeus iriam no futuro destruir o povo alemão. Ele havia escolhido Auschwitz por causa de seu fácil acesso por trem e também porque a grande área em que ele se encontrava oferecia espaço para medidas que assegurassem o isolamento.

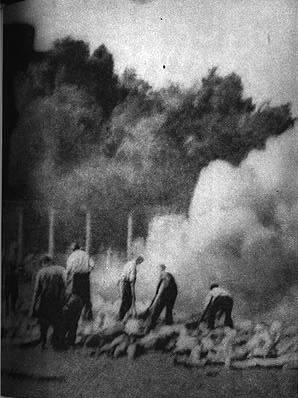
Sonderkommandos incinerando corpos em Auschwirtz-Birkenau em agosto de 1944

Höss provavelmente enganou-se no ano em seu depoimento: na verdade, deveria ser 1942. Himmler visitou Höss em 1941, mas não há evidências de que a Solução Final já tivesse sido planejada nesta época. Mesmo a Conferência de Wannsee ainda não tinha sido realizada.:53 As primeiras execuções por gás, usando Zyklon-B, ocorreram em Auschwitz em setembro de 1941.
No começo de 1943, os nazistas resolveram ampliar a capacidade de gaseificação em Birkenau. O crematório II, originalmente construído como câmara mortuária, com necrotérios no porão e fornos no mesmo nível do solo, foi convertido numa fábrica de assassinatos, colocando-se uma porta à prova de gás no necrotério e adicionando-se entradas para o Zyklon-B e aparelhos de ventilação para removê-lo depois das mortes. Este sistema começou a funcionar em março. O crematório III foi construído usando o mesmo método. Os crematórios IV e V, já planejados exclusivamente como centros de gaseificação, foram construídos na primavera (abril – junho). Em junho de 1943 todos os crematórios estavam em operação. A grande maioria das vítimas foi morta após este período. :168-169
Os kapos e os Sonderkommandos eram prisioneiros com alguns privilégios: os primeiros tinham a obrigação de manter a ordem nos alojamentos e os segundos preparavam os recém-chegados imediatamente selecionados para morrer – geralmente as crianças, os anciãos e os doentes – para as câmaras de gás e depois transferiam os corpos para os fornos, antes retirando qualquer ouro que as vítimas tivessem em obturações dentárias. Alguns destes grupos, entretanto, também eram mortos periodicamente. Eram todos supervisionados pelos guardas da SS; cerca de 6 mil membros da SS trabalharam em Auschwitz.
O comando no campo feminino, separado do masculino pela linha férrea que cortava Auschwitz, era feito em turnos por Johanna Langefeld, Maria Mandel e Elisabeth Volkenrath, as duas últimas executadas por crimes contra a Humanidade no pós-guerra.

#### Campo roma
Em dezembro de 1942, Himmler expediu uma ordem para que todos os romas nos territórios ocupados fossem enviados a campos de concentração, sendo Auschwitz um dos principais escolhidos para acolhê-los; até então eles estavam detidos em campos de internamento e guetos, como o Gueto de Lodz, para o qual cerca de 5 mil romas húngaros haviam sido enviados. Um campo separado para eles foi estabelecido em Birkenau, conhecido como Zigeunerfamilienlager (Campo Familiar dos Ciganos). A primeira leva de romas alemães Sinti chegou a Auschwitz em 26 de fevereiro de 1943 e instalados na seção B-IIe de Auschwitz II. O campo familiar ainda estava em construção na época. Ele viria a ter 32 dormitórios de seis alojamentos sanitários, com uma ocupação máxima de 20 967 homens, mulheres e crianças.
Quando da liquidação final do campo roma, os remanescentes 2 897 deles foram mandados para as câmaras de gás.:73-74 O genocídio do povo roma cometido pelos nazistas durante a II Guerra Mundial é conhecido na linguagem do povo roma como "Porajmos" (O Devorador), o equivalente ao "Holocausto" judeu.

### Auschwitz III – Monowitz

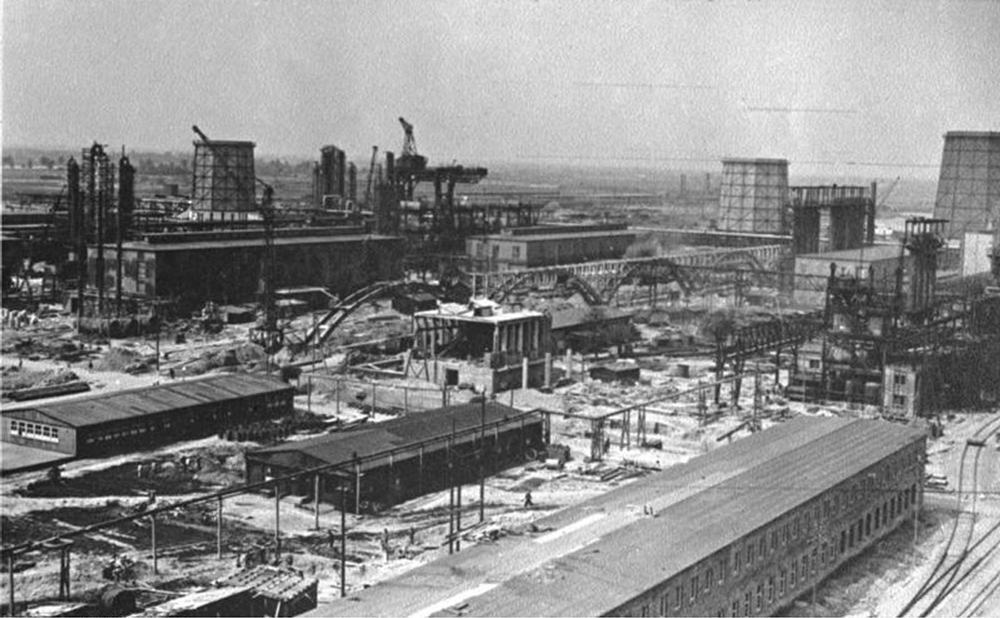
Fábrica da Buna-Werke ao lado de Auschwitz-Monowitz

Monowitz, também chamado Monowitz-Buna, foi inicialmente construído como um subcampo para Auschwitz I, posteriormente tornando-se um dos principais campos do complexo, englobando 45 subcampos menores na área a seu redor. Ele foi assim batizado por causa da vila de Monowice (Monowitz em alemão), localizada na parte anexada da Polônia, sobre a qual ele foi construído. Ele foi inaugurado em outubro de 1942 pela SS, a pedido dos executivos da IG Farben, para fornecer trabalho escravo para seu complexo industrial de Buna-Werke. O nome buna era derivado da borracha sintética derivada do 1,3-Butadieno fabricada por eles e do símbolo químico do sódio (Na), utilizado no processo de fabricação da borracha – Bu-Na.

### Subcampos

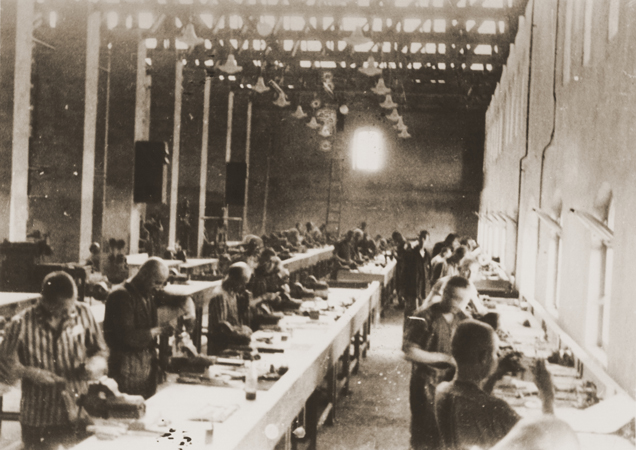
Prisioneiros fabricando partes de aviões na fábrica da Siemens no subcampo de Bobrek

Ligados ao complexo havia mais 45 pequenos campos satélites, alguns deles a dez quilômetros dos campos principais, com um número de prisioneiros que podia variar entre algumas dúzias e dúzias de milhares. Os maiores foram construídos em Trzebinia, Blechhammer e Althammer. Subcampos femininos foram construídos em Budy, Pławy, Zabrze, Gleiwitz I, II, III, Rajsko e Lichtenwerden. Eram chamados de Aussenlager (campo externo), Nebenlager (campo de extensão) e Arbeitslager (campo de trabalho).:17
Quase todos eram usados em benefício da indústria alemã, fornecendo trabalho escravo. Internos de 28 deles trabalhavam para a indústria de armamentos. Nove campos foram instalados próximo a fundições, seis perto de minas de cobre, seis forneciam prisioneiros para a indústria química e três para empresas de eletricidade. Um foi criado ao lado de uma indústria de materiais de construção e outro perto de uma fábrica de processamento de alimentos. Além da indústria bélica e de construção, presos também eram usados para trabalhar na silvicultura e agricultura.:18

## Vida nos campos

### Comando

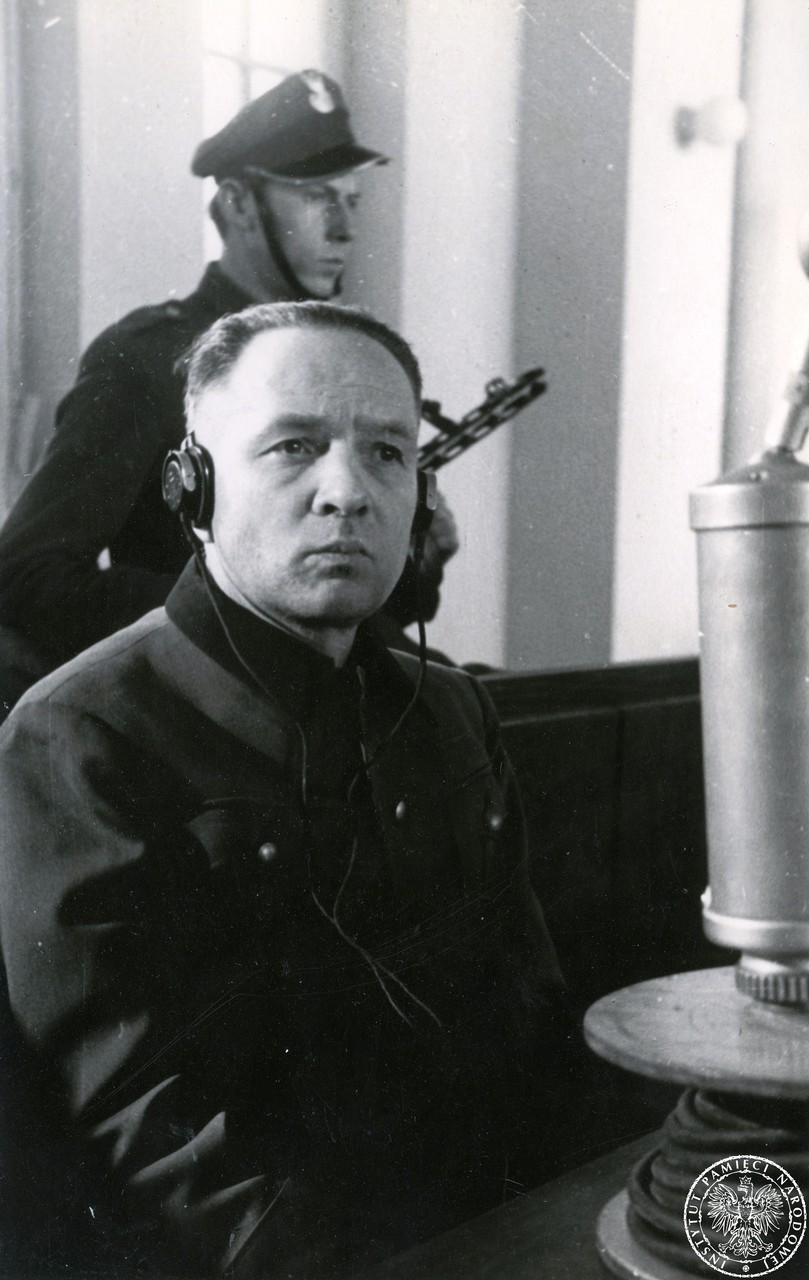
Rudolf Höss, comandante de Auschwitz entre 1940–43 e 1944-45, durante seu julgamento em 1947

Devido a seu tamanho e papel chave no programa de genocídio nazista, Auschwitz abrangia pessoal de diversos ramos das SS, alguns deles se sobrepondo ou dividindo áreas de responsabilidade. No total, cerca de 7 mil membros das SS foram designados para servirem nele durante toda a existência dos campos. A principal autoridade geral ali era o Departamento de Economia da SS, conhecido como SS-Wirtschafts-Verwaltungshauptamt ou SS-WVHA; dentro do WVHA, era o Departamento D que comandava diretamente as atividades em Auschwitz.
O pessoal de comando, que vivia no local e tocava as atividades do complexo, era todo pertencente à SS-Totenkopfverbände ou SS-TV. Graças a uma diretiva do SS Personalhauptamt de 1941, os membros da SS-TV eram todos considerados membros efetivos das Waffen-SS. A Gestapo também mantinha um grande escritório em Auschwitz, com funcionários e oficiais uniformizados. O campo também tinha um corpo médico, comandando pelo SS-Standortarzt Eduard Wirths, cujos médicos eram todos de algum dos vários ramos da SS. O Dr. Joseph Mengele por exemplo, que trabalhou neste corpo, antes de servir em Auschwitz era um médico de campo de batalha das Waffen-SS até ser transferido por causa de um ferimento.
A ordem interna no campo estava sob a autoridade de outro grupo SS, que respondia ao Comando do Campo através de oficiais chamados de Lagerführer. Cada um dos três campos principais de Auschwitz era designado a um Lagerführer, a quem respondiam os SS conhecidos como Rapportführers. Estes comandavam os Blockführers que cuidavam da ordem nos alojamentos individuais. Ajudando os SS nestas tarefas estavam os kapos, prisioneiros confiáveis com alguns privilégios.
O pessoal da SS designado para as câmaras de gás estava tecnicamente sujeito à mesma cadeia de comando dos outros, mas na prática eram segregados e trabalhavam e viviam na área dos crematórios. Normalmente, havia quatro SS para cada câmara de gás, comandados por um oficial não-comissionado, que supervisionava cerca de cem prisioneiros judeus (os Sonderkommandos) forçados a assistir a todo o processo de execução e cremação. A gaseificação das vítimas eram sempre feita por uma guarnição especial da SS conhecida como "Divisão de Higiene", que levava o gás Zyklon-B até as câmaras numa ambulância e então o injetava dentro delas pelos buracos existentes nas paredes. A "Divisão de Higiene" ficava sob o comando do corpo médico de Auschwitz.:33
A segurança externa do campo ficava a cargo do "Batalhão de Guarda (Wachbattalion), formado por oito a dez companhias; estes guardas ocupavam as torres de observação ao redor do complexo e patrulhavam as cercas do perímetro dos campos; no caso de alguma emergência, como uma insurgência de prisioneiros, o Batalhão podia ser enviado imediatamente para dentro de algum campo assim que houvesse necessidade.

### Prisioneiros

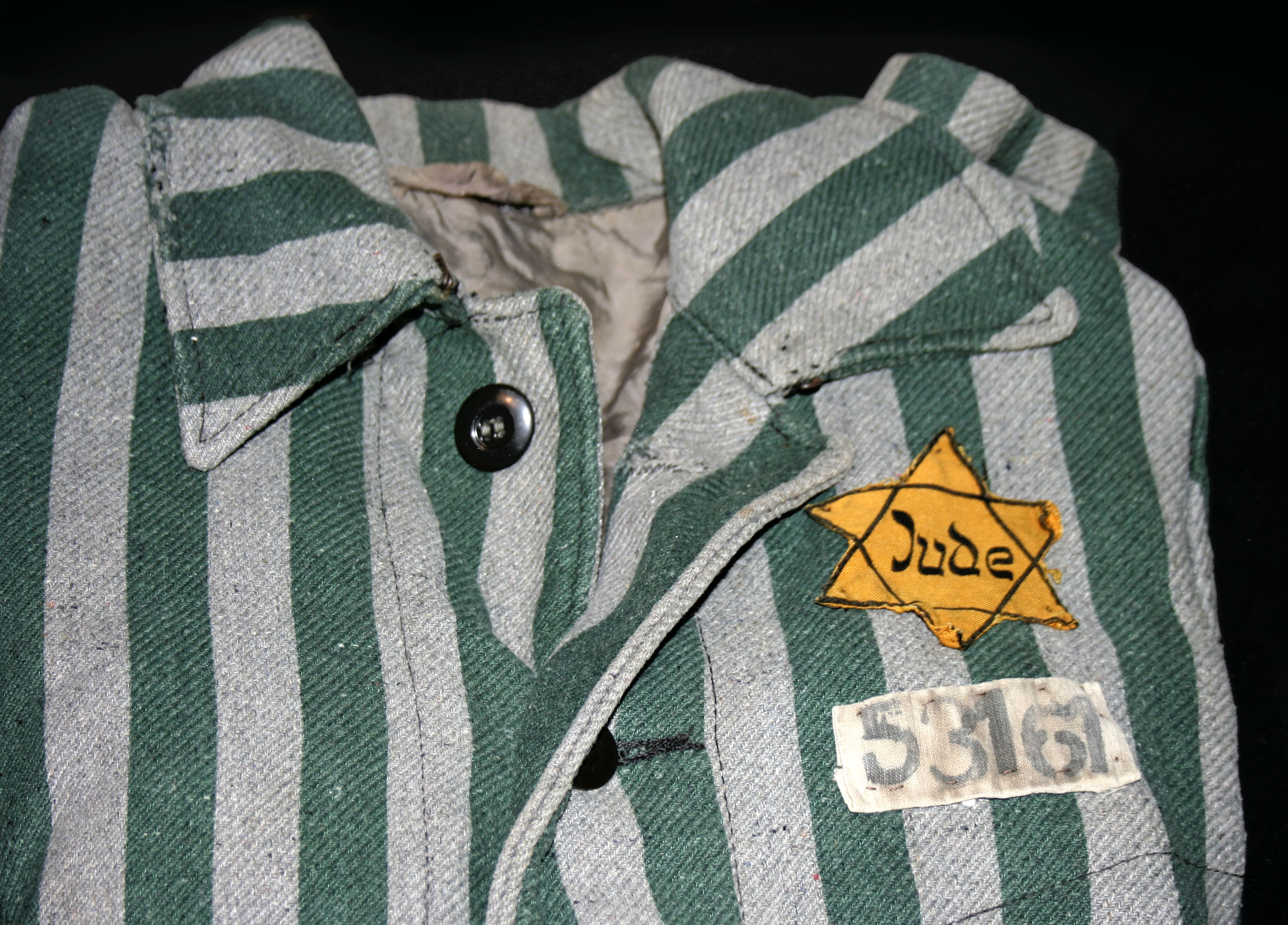
Uniforme usado pelos prisioneiros de Auschwitz

Para a maioria dos prisioneiros, o dia começava com uma chamada geral antes do amanhecer, às 04h30, de acordo com algumas testemunhas ou às 03h00, de acordo com o depoimento do Dr. Miklós Nyiszli, que entrou em Auschwitz em maio de 1944, com trinta minutos permitidos para as abluções matinais.:31:184 O Dr. Nyiszli descreve a chamada como sendo feita durante quatro horas, começando às 03h00 com os guardas, armados com tacos de borracha, retirando os prisioneiros dos catres onde dormiam. Eles então eram obrigados a se alinhar do lado de fora dos barracões em filas de cinco, e guardas e kapos os ameaçavam com os punhos fechados, arrumando e desarrumando as filas sem motivos plausíveis, inventando razões para fazer com que todo um contingente de algum alojamento fosse obrigado a ficar de cócoras com as mãos em cima da cabeça, as pernas tremendo de frio e exaustão, por uma hora. Mesmo durante o verão, as madrugadas em Auschwitz eram frias, e o uniforme de estopa fina dos prisioneiros era uma proteção insuficiente contra o frio e a chuva. Isto continuava até as 07h00 quando chegavam os oficiais da SS. Estes recontavam e reorganizavam as fileiras e anotavam o número total em seus cadernos de notas e "se houvesse algum morto dentro dos barracões – e geralmente havia entre cinco a seis toda noite, às vezes até dez – eles tinham que estar presentes para a inspeção. E não apenas presentes em nome mas fisicamente, de pé, nus, os cadáveres apoiados por dois companheiros ainda vivos, até que o grupo estivesse completo". Para vivos e mortos, o número de prisioneiros existentes no dia anterior em cada barracão tinha que estar presente e ser o mesmo, durante a chamada do dia posterior. Só depois disso os corpos eram transportados ao crematório. :33

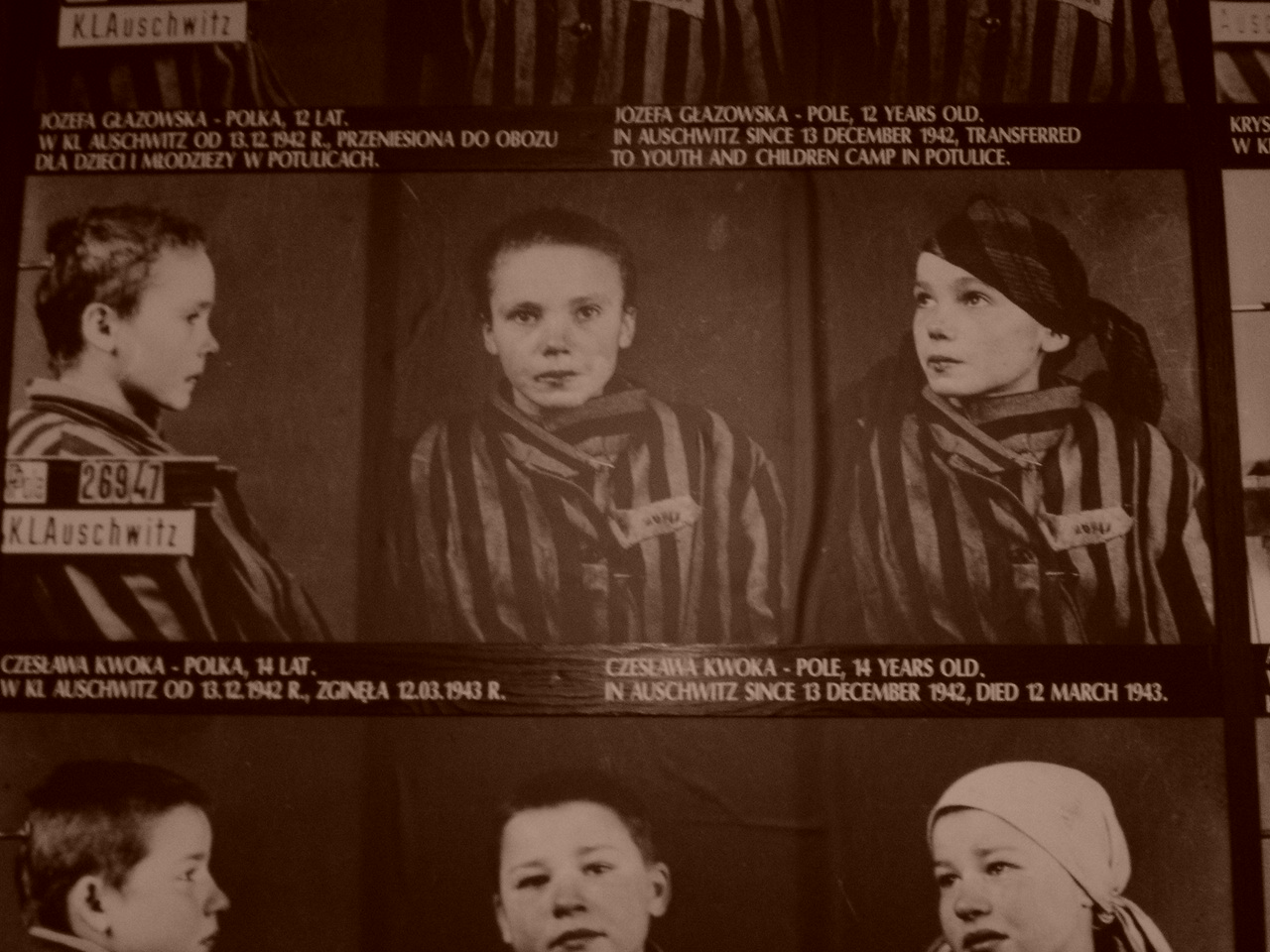
Fotografias de identificação de prisioneiros de Auschwitz, feitas por Wilhelm Brasse, fotógrafo polonês e prisioneiro do campo, famoso após a guerra por suas imagens de Auschwitz

Os prisioneiros com alguma qualificação profissional, escolhidos para trabalharem como assistentes do Dr. Mengele, caso do Dr. Nyiszli, tinham uma rotina mais branda. A eles eram dadas roupas civis ao invés de uniformes listrados, dormiam na sala médica do 12º alojamento "hospitalar" e tinham a chamada feita às 07h00, que durava apenas dois ou três minutos. Os que estavam acamados também eram contados, assim como os mortos durante a madrugada, cujos corpos também eram alinhados nas filas com os vivos e ainda capazes. Estes prisioneiros tinham direito a um café da manhã em seus dormitórios, junto aos corpos e enfermos.:33
A dieta deste corpo médico subalterno era composta de pão do campo, com o miolo feito de castanhas e polvilhado com serragem e os prisioneiros comuns tinham como alimentação básica um pão bolorento de castanha, trinta gramas de salsicha feita de carne de cavalo sarnento, uma margarina cujo componente básico era linhito, um porção de meio litro de sopa feita com água, urticas e erva daninha, sem nada gorduroso, farinha ou sal, num total máximo de 700 calorias diárias. :92 Certos prisioneiros, selecionados para experiências médicas in vivo, como gêmeos e anões, eram melhor alimentados e vestidos. Seus alojamentos também eram mais confortáveis e higiênicos. :57
Após a chamada e a contagem, eles caminhavam até o local de trabalho, em grupos de cinco, vestindo uniforme listrado, sem roupas de baixo e usando sapatos de madeira sem meia, muitas vezes de tamanhos menores que seus pés, o que causava grandes dores. Uma orquestra de prisioneiras, a Orquestra Feminina de Auschwitz, era forçada a tocar grotescamente uma música alegre, à medida que os prisioneiros passavam pelos portões a caminho do trabalho.:184 Esta orquestra foi criada pela supervisora-SS do campo feminino, Maria Mandel que, por suas atrocidades, ficou conhecida como A Besta. Os kapos eram os responsáveis pelo comportamento dos prisioneiros durante o trabalho, supervisionados por guardas da SS. A jornada durava 12 horas no verão e um pouco menos no inverno e não havia períodos de descanso durante o dia. Um prisioneiro era designado para as latrinas, para vigiar o tempo que os demais gastavam para esvaziar as bexigas e os intestinos.:20-21

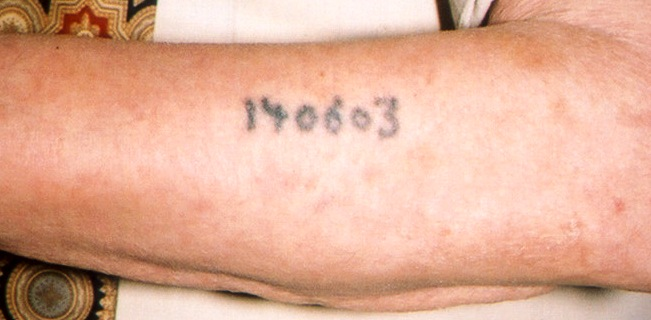
Todos os prisioneiros tinham um número de registro tatuado no antebraço

Após o trabalho, de volta aos barracões, nova chamada era feita. Se estivesse faltando algum prisioneiro, os outros tinham que permanecer alinhados em pé até que ele fosse achado ou a razão de seu desaparecimento descoberta, mesmo que isso levasse horas não importando as condições climáticas. Após a chamada havia punições individuais ou coletivas, dependendo dos acontecimentos do dia, e após isso lhes era permitido retirarem-se para os alojamentos para receber a ração de água e alimento diária. O toque de recolher era dado duas ou três horas depois. Os prisioneiros dormiam em longas filas de beliches de madeira, com suas roupas e muitas vezes de sapatos, para evitar que fossem roubados. :21
De acordo com Nyiszli, "oitocentas a mil pessoas lotavam os compartimentos sobrepostos de cada barracão. Sem poderem se esticar completamente, eles dormiam praticamente empilhados, com o pé de um homem na cabeça, peito ou pescoço do homem ao lado. Despojados de qualquer dignidade humana, eles empurravam, chutavam e mordiam uns aos outros na esperança de conseguir mais algum espaço para dormir, já que não tinham muito tempo para isso".:31

#### Prisioneiros notáveis
- Anne Frank - adolescente autora de O Diário de Anne Frank, passou dois meses em Auschwitz no fim de 1944 e morreu em 1945 de tifo em Bergen-Belsen [37] (ver: Casa de Anne Frank).
- Edith Stein - católica de origem judia, morreu na câmara de gás e foi canonizada pelo Papa João Paulo II em 1998 como Santa Teresa Benedita da Cruz.[38]
- Elie Wiesel - sobreviveu a Auschwitz III-Monowitz e escreveu sobre suas experiências. Prêmio Nobel da Paz de 1986.[39]
- Imre Kertész - escritor húngaro, passou três dias em Auschwitz antes de ser transferido para o campo de Buchenwald, a que sobreviveu. Prêmio Nobel de Literatura de 2002.[40]
- Maximillian Kolbe - padre católico e franciscano, morreu em 1941 como voluntário em lugar de outro prisioneiro que tinha mulher e filhos no campo. Foi canonizado pelo Papa João Paulo II em 1982 na presença de Franciszek Gajowniczek, o homem cujo lugar tomou e que sobreviveu a Auschwitz.[41]
- Miklos Nyiszli - médico patologista romeno com alto grau de conhecimento em medicina legal, sobreviveu trabalhando como assistente-médico e depois escreveu um livro sobre as experiências médicas criminosas de Josef Mengele.[42]
- Primo Levi - escritor e químico italiano, esteve preso durante dez meses em Auschwitz, trabalhando na fábrica Buna-Werke. Sobreviveu e escreveu o clássico sobre o Holocausto É isso um Homem?, considerado um dos "100 Livros do Século XX" pelo jornal francês Le Monde.[43]
- Simone Veil - escritora, advogada e política francesa, ex-ministra da Saúde do governo Valéry Giscard d'Estaing, presidente do Parlamento Europeu e membro da Academia Francesa.[44]
- Viktor Frankl - médico e psiquiatra austríaco, criador da logoterapia.[45]
- Józef Cyrankiewicz - comunista integrante da Resistência Polonesa, sobreviveu a mais de dois anos de internamento em Auschwitz. Foi primeiro-ministro da Polônia entre 1947 – 1952 e 1954 – 1970. Foi também presidente entre 1970 e 1972.[46]
- Antoni Dobrowolski - o mais velho sobrevivente conhecido de Auschwitz, morreu em 21 de outubro de 2012 com 108 anos. Preso em 1942 por dar aulas de polaco clandestinamente, posteriormente foi transferido para os campos de concentração de Gross-Rosen e de Sachsenhausen, de onde acabou por ser libertado em 1945.[47]
- Leon Leyson - foi o sobrevivente mais jovem da lista de Schindler, ele e sua família foram confinados ao pequeno campo de concentração de Plaszów, logo depois ele foi enviado para o campo de concentração de Gross-Rosen. Após a guerra buscou seguir firme e continuou seus estudos, recebendo um doutorado bonoris causa em Humanidades da Chapman University. Foi professor da Huntingto Park High School, na Califórnia, durante trinta e nove anos, e faleceu em 12 de janeiro de 2013.[48]

## Processo de seleção e extermínio
Por volta de julho de 1942 a SS começou a fazer as notórias "seleções", nas quais os judeus que chegavam ao campo eram divididos entre aqueles aptos ao trabalho, levados para a direita e admitidos no campo, e os considerados inúteis, levados para a esquerda e para as câmaras de gás em seguida. :100 Estes prisioneiros eram transportados de trem de toda a Europa ocupada e chegavam em comboios diários. Os SS forçavam uma orquestra a tocar enquanto os judeus caminhavam em direção à sua "seleção" e possível extermínio; estes músicos, ao lado dos Sonderkommandos, tinham entre si a maior taxa de suicídio dos campos.
Ao serem recebidos ainda nas rampas de desembarque dos trens – Judenramp, a rampa dos judeus –, os prisioneiros ouviam dos SS que deveriam ser levados para um banho e passar por um despiolhamento. As vítimas tinham que tirar as roupas numa antecâmara e entravam nuas nas câmaras de gás, que tinham a aparência de uma grande sala de banhos coletiva com chuveiros falsos instalados no teto. Após as portas serem trancadas, os SS despejavam as pastilhas de cianeto na câmara através de aberturas no teto ou nas paredes. Apesar das grossas paredes de tijolos e concreto das câmaras, os gritos e os lamentos que vinham de dentro podiam ser escutados do lado de fora por cerca de 15/20 minutos. Numa tentativa mal-sucedida de abafar o barulho, dois motores de motocicletas eram acelerados a toda força do lado da construção mas mesmo assim a gritaria desesperada continuava a ser ouvida sobre o ronco dos motores.
Os Sonderkommandos então removiam com alicate todo o ouro existente nos dentes dos cadáveres, que era derretido e acumulado pela SS. Os pertences dos mortos eram apreendidos e classificados numa área chamada "Canadá", assim chamada porque o Canadá era visto como uma terra de fartura. Muitos dos guardas do campo enriquecerem roubando as propriedades confiscadas. :172-175
As câmaras de Auschwitz operaram em capacidade máxima entre abril e julho de 1944, período conhecido como "O Massacre dos Judeus Húngaros". A Hungria tinha sido uma aliada de Hitler durante a guerra, mas resistia aos pedidos da Alemanha para entregar-lhe seus judeus até que o país foi invadido pelos nazistas em março de 1944. Entre abril e 9 de julho de 1944, 475 mil judeus húngaros, metade da população judia da Hungria pré-guerra, foram deportados para Auschwitz a uma taxa de 12 mil por dia por grande parte daquele período. O número de prisioneiros que chegava diariamente e era enviado para as câmaras de gás era tão grande, que a SS recorreu ao expediente de queimar os corpos em pilhas ao ar livre, além dos crematórios.: 337–343
| Discurso feito aos judeus condenados à morte pelo Obersturmführer Franz Hössler |
| Discurso feito pelo Obersturmführer Franz Hössler para um grupo de judeus gregos na antecâmara onde os prisioneiros se despiam, pouco antes do grupo ser levado à câmara de gás para ser executado: "Em nome da administração do campo eu lhes dou as boas-vindas. Isto não é uma colônia de férias mas um campo de trabalho. Assim como nossos soldados arriscam suas vidas na frente de combate para conquistar a vitória para o Terceiro Reich, vocês terão que trabalhar aqui para o bem-estar de uma nova Europa. Como vocês irão desempenhar essa tarefa depende apenas de vocês. A chance existe para cada um de vocês. Vamos cuidar de sua saúde e também ofereceremos trabalho bem pago. Após a guerra, vamos avaliar todos de acordo com os seus méritos e tratá-lo adequadamente. Agora, por favor tirem suas roupas. Pendurem as roupas nos cabides que nós providenciamos e por favor lembrem-se de seu número (no cabide). Depois de seu banho haverá uma tigela de sopa e café e chá para todos. Oh sim, antes que eu me esqueça, depois do banho por favor tenham seus certificados, diplomas, boletins escolares e outros documentos à mão, para que possamos empregar todos de acordo com seu treinamento e habilidade. Os diabéticos que não podem consumir açúcar comuniquem ao pessoal de serviço após o banho". |

### Experiências médicas
Os médicos de Auschwitz realizaram uma ampla série de experiências com os prisioneiros, individuais e coletivas. Os doutores Carl Clauberg e Kurt Heissmeyer são alguns dos mais conhecidos médicos que usaram cobaias humanas para testar novas teses. Clauberg fez experiências para testar a eficiência do raio-X como método de esterilização feminina administrando largas doses de radiação nas prisioneiras. Ele injetava grandes doses no útero das mulheres para tentar colá-los e impedir a reprodução. A empresa Bayer, então uma subsidiária da IG Farben, comprava prisioneiros de Birkenau para servirem de cobaias no teste de novas drogas.:178-179 Heissmeyer, que considerava judeus humanos e cobaias animais de laboratório como a mesma coisa, comandava experiências em crianças e fez diversas experiências injetando bacilos vivos da tuberculose direto no pulmão de prisioneiros, na tentativa de conseguir uma vacina para a doença.

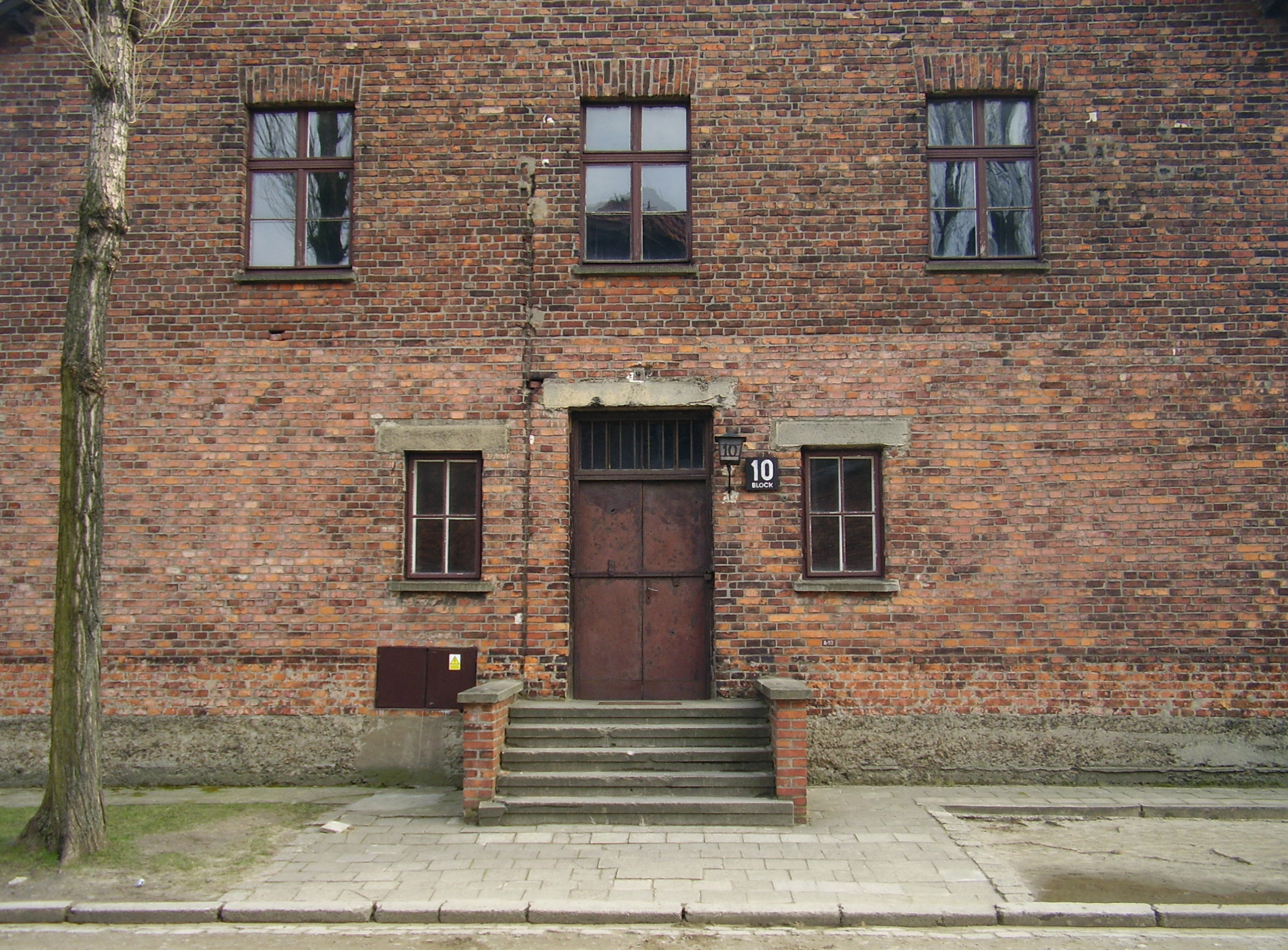
Bloco 10, o local das experiências médicas em prisioneiros de Auschwitz

O que mais conseguiu uma infame notoriedade após a guerra, porém, foi o Dr. Josef Mengele, conhecido como "Anjo da Morte"; ele tinha uma especial predileção por gêmeos e anões. Mengele fazia cruéis experiências com os primeiros, como provocar doenças num deles para saber o que acontecia com o segundo ou matando este quando o primeiro morria, para fazer autópsias comparativas. Com os anões, costumava provocar-lhes gangrena para estudar os efeitos na carne. :180-182 A mando de Heissmeyer, ele foi o responsável pela escolha de vinte crianças do campo para serem objeto de "pesquisa científica" no campo de concentração de Neuengamme, após as quais foram todas enforcadas em ganchos pendurados no teto do porão de uma escola em Hamburgo, junto com as enfermeiras, todas também prisioneiras judias, que os acompanhavam.
As experiências feitas por Mengele em crianças gêmeas foram criadas para tentar mostrar similaridades e diferenças entre eles, assim como saber se o corpo humano poderia ser manipulado artificialmente. Entre 1943 e 1944, ele fez experiências em mais de 1,5 mil prisioneiros gêmeos, adultos e crianças. Cerca de 200 deles sobreviveram à guerra. Eles eram separados por idade e sexo e guardados em barracões especiais entre as experiências, que consistiam desde injetar corantes diferentes nos olhos para observar se mudariam de cor até costurá-los uns aos outros para tentar criar gêmeos xifópagos. Mulheres grávidas também eram alvo das experiências de Mengele, em quem praticava vivissecção antes de mandá-las às câmaras de gás.

#### A coleção de esqueletos judeus
|                 |  |               |
| Wolfram Sievers |  | Rudolf Brandt |

Auschwitz também produziu uma coleção de esqueletos de judeus especialmente assassinados para estudos de anatomia em institutos alemães. Ela foi composta de um grupo de 115 judeus escolhidos a dedo por suas notadas características raciais estereotipadas. Wolfram Sievers e Rudolf Brandt, dois oficiais da Ahnenerbe, uma organização de Estado nazista dedicada ao estudo da herança ancestral, eram os responsáveis por conseguir os esqueletos para o Instituto de Anatomia da Reichsuniversität Straßburg criada em 1940 e localizada na Alsácia, região na França Ocupada. Por causa de uma epidemia de tifo no campo, os escolhidos foram colocados em quarentena para impedi-los de adoecerem e perderem o valor como espécies anatômicas.
Em 1943, um total de 87 deles – 46 eram judeus gregos da cidade de Tessalônica – foi retirado de Auschwitz e enviado ao campo de Natzweiler-Struthof, na Alsácia, o único campo de concentração nazista em território francês, onde 86 foram mortos na câmara de gás e uma baleada por se recusar a entrar na câmara. Os corpos dos 57 homens e das 29 mulheres foram enviados para Estrasburgo para estudos. Em 1944, com a aproximação dos Aliados, havia preocupação entre os nazistas sobre a possibilidade dos corpos serem descobertos, já que, mantidos congelados, eles ainda não haviam sido descarnados. A primeira parte do processo era o de fazer moldes anatômicos dos corpos antes de reduzi-los a esqueletos.
Quando os Aliados libertaram a Alsácia em 1945, encontraram na universidade 86 corpos de homens e mulheres dos quais em 70 faltavam o crânio. Durante muitos anos as identidades destas 87 vítimas da macabra coleção permaneceram desconhecidas à exceção de um, Menachem Taffel (prisioneiro nº 107969, tatuado no braço), um judeu polonês que vivia em Berlim, graças aos esforços dos caçadores de nazistas Serge e Beate Klarsfeld. Em 2003, o Dr. Hans-Joachim Lang, um professor alemão da Universidade de Tübigen, conseguiu a identificação de todos, comparando os números dos corpos encontrados em Estrasburgo com os números dos prisioneiros vacinados em Auschwitz. Wolfram Sievers e Rudolf Brandt foram presos pelos aliados após a guerra, julgados e condenados à morte no Julgamento dos Médicos em Nuremberg (1946/47).

### Contagem de mortos

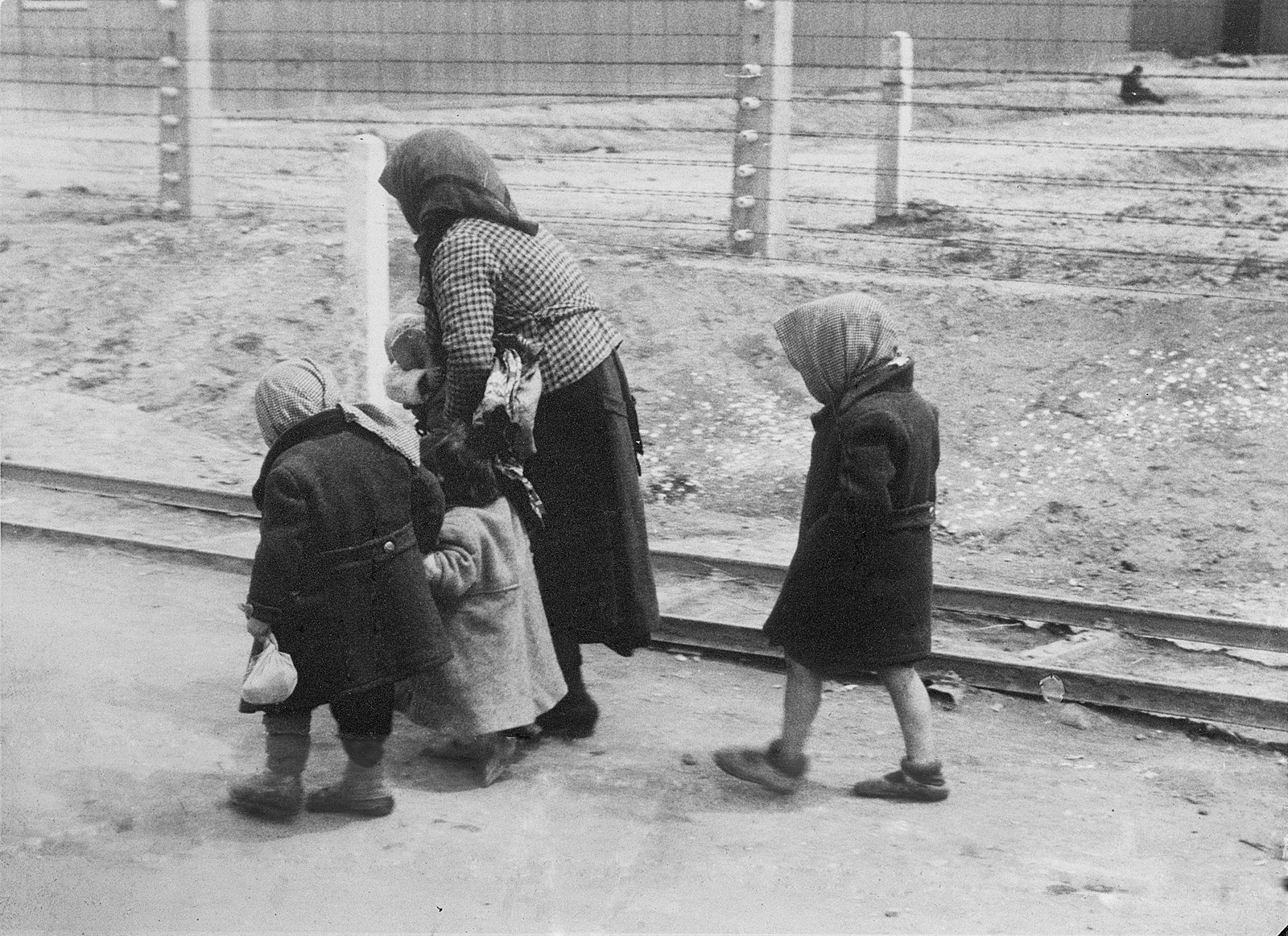
Mulher e crianças judias húngaras na plataforma de desembarque a caminho das câmaras de gás de Auschwitz-Birkenau (1944). Muitas crianças e idosos foram assassinados assim que chegaram ao campo e nunca foram registrados como mortos

O número exato de mortos em Auschwitz é impossível de ser determinado. Como os nazistas destruíram um grande número de registros do genocídio, os esforços subsequentes para se conhecer um número total dependeram dos depoimentos de testemunhas e de acusados no Julgamento de Nuremberg. Durante seu interrogatório, o ex-comandante do campo entre 1940 e 1943, Rudolph Höss, declarou que Adolf Eichmann lhe havia dito que cerca de 2,5 milhões haviam sido mortos nas câmaras de gás e mais 500 mil morrido "naturalmente". Mais tarde, Höss escreveu "Eu considero 2,5 milhões um número muito alto, mesmo Auschwitz tinha limitações para suas capacidades de aniquilação".:193-194
No pós-guerra, os governos comunistas do Leste Europeu mantiveram oficialmente um total entre "2,5 e 4 milhões" de mortos e o Museu Estatal de Auschwitz um total de 4 milhões, mas poucos historiadores - se algum - jamais acreditaram ou corroboraram este número. O historiador austríaco naturalizado norte-americano Raul Hilberg, reconhecido como um dos maiores scholars do mundo sobre o Holocausto, em 1961 publicou o livro The Destruction of the European Jews em que coloca estes números em cerca de 1 milhão; Gerald Reitlinger, outro historiador e estudioso do nazismo, sete anos depois escreveu The Final Solution, em que chamava de "ridículos" os números dos comunistas, estimando um total entre 800 e 900 mil.
Em 1983, o estudioso francês George Wellers foi um dos primeiros a usar dados alemães descobertos sobre as deportações para estimar um número de mortos em Auschwitz, chegando a 1 613 000 mortos, incluindo 1 440 000 judeus e 146 mil poloneses cristãos. Um estudo mais abrangente feito pelo polonês Franciszek Piper usou arquivos de horários de chegada de trens junto com registros de deportações para chegar a um total de 960 mil judeus, 140-150 mil poloneses étnicos e 23 mil romas mortos, um número aceito por vários outros estudiosos.:357 Do número total, baseado em estimativas e em registros parcialmente preservados, estabeleceu-se que um total de 232 mil crianças e adolescentes – dos quais 216 mil judeus – foram deportados para Auschwitz durante seu funcionamento.
Após a queda do comunismo na Europa Oriental em 1989, a placa no Museu de Auschwitz foi removida e o número oficial de mortos ajustados para 1,1 milhão. Os negacionistas do Holocausto tentaram usar esta mudança como propaganda; na opinião destes, o Holocausto é um mito, criado por uma conspiração, e esperam desacreditar os historiadores considerando-os inconsistentes.
Várias outras indústrias alemãs construíram suas fábricas na área, para aproveitar-se do trabalho escravo proporcionado por Morowitz, criando seus próprios subcampos, como a Siemens-Schuckert e a indústria de armamentos Krupp AG, dirigida por Alfried Krupp, um membro da família e integrante da SS.
Monowitz foi erguido como um campo de trabalhos forçados, que também continha um "campo de trabalho educacional" para prisioneiros não-judeus, num nível abaixo dos padrões de trabalho dos alemães. Ele abrigou cerca de 12 mil prisioneiros, a maioria deles judeus, mas muitos deles também presos políticos ou simples criminosos condenados. Eram emprestados pela SS para a Farben, para trabalharem na Buna-Werke. A SS cobrava três reichsmarks por hora da empresa por trabalhador não-qualificado, quatro por trabalhadores qualificados e ½ reichmark por criança. Elie Wiesel, escritor judeu nascido na Romênia e ganhador do Prêmio Nobel da Paz de 1986, esteve confinado em Monowitz com seu pai, quando adolescente.

## Resistência, fugas e liberação

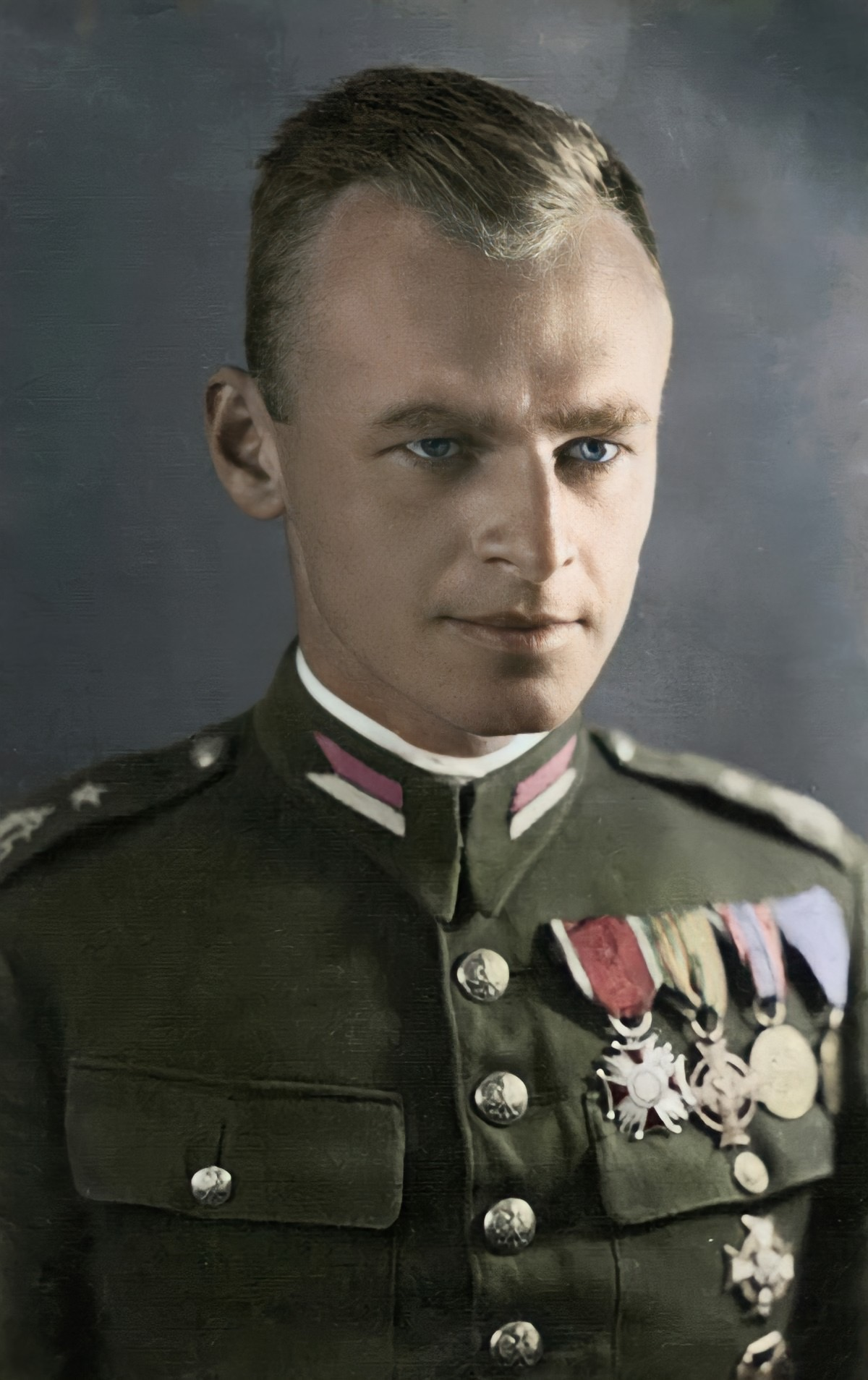
Witold Pilecki, em foto com uniforme militar anterior à guerra. (c. 1938)

Em 1943, grupos de resistência haviam se organizado pelos campos. Essas organizações ajudaram alguns poucos prisioneiros a escaparem; estes fugitivos levavam com eles notícias dos extermínios, como as das centenas de milhares de judeus húngaros executados entre maio e julho de 1944. Em 7 de outubro de 1944, os Sonderkommandos judeus do Kommando III de Birkenau começaram uma revolta atacando os guardas Allgemeine-SS com armas improvisadas como pedras, machados, martelos, outras ferramentas de trabalho e granadas caseiras. Pegaram os guardas Allgemeine-SS de surpresa e explodiram o crematório IV com explosivos roubados de uma fábrica de armas por mulheres prisioneiras. Neste ponto juntaram-se a eles os judeus do Kommando I do crematório II, que dominaram os guardas e fugiram do complexo. Centenas de prisioneiros escaparam mas quase todos foram recapturados em pouco tempo e executados juntos a um grupo que continuou no campo mas também tinha participado da revolta.:256-257 250 judeus morreram lutando e a SS teve três mortos e cerca de uma dúzia de feridos. As quatro judias que tinham roubado os explosivos da fábrica Union-Werk foram enforcadas em público.
Houve também uma tentativa de levante geral em Auschwitz, a ser coordenado com um ataque aéreo aliado e um ataque externo por terra feito pela resistência polonesa, a Armia Krajowa. O plano foi de autoria de Witold Pilecki, ex-militar polonês, um dos líderes da resistência e prisioneiro voluntário em Auschwitz, que organizou um movimento subterrâneo chamado União de Organização Militar (Związek Organizacji Wojskowej – ZOW).:1149 Pilecki imaginou um plano em que aviões aliados pudessem jogar armas e tropas no campo, especialmente soldados da 1ª Brigada Paraquedista Independente Polonesa, ao mesmo tempo em que a resistência faria um ataque frontal vindo das áreas externas. Em 1943, porém, ficou claro que os Aliados não tinham nenhum plano para isso. Neste meio tempo, a Gestapo trabalhava para descobrir os integrantes do ZOW e conseguiu identificar e matar muitos deles. Pilecki decidiu então fugir do campo, na esperança de convencer pessoalmente os líderes da resistência de que um ataque a Auschwitz seria possível e conseguiu fugir em na noite de 26–27 de abril de 1943.

#### Fugas
A primeira fuga de Auschwitz ocorreu logo em seus primórdios, em 6 de julho de 1940, quando o polonês Tadeusz Wiejowski fugiu com a ajuda de trabalhadores civis poloneses empregados do campo. Pelo menos 802 prisioneiros – 757 homens e 45 mulheres – tentaram escapar de Auschwitz durante seus anos de funcionamento, dos quais 144 foram bem-sucedidos. O destino de 331 deles é até hoje desconhecido. Uma punição comum para os que tentavam fugir era a morte por inanição; as famílias daqueles que conseguiam escapar eram muitas vezes presas e internadas, exibidas com destaque pelo campo para inibir os outros. Sempre que alguém conseguia realmente escapar, a SS escolhia aleatoriamente dez prisioneiros do alojamento de onde havia ocorrido a fuga e os fazia passar fome até morrer.:141
A mais espetacular fuga de Auschwitz-Birkenau ocorreu em 20 de junho de 1942, quando três poloneses e um ucraniano fizeram uma fuga ousada. Os quatro escaparam vestidos de guardas SS, armados e num carro oficial, um Steyr 220, roubado do próprio comandante do campo, Rudolph Höss. Os fugitivos levaram com eles um relatório sobre as condições do campo escrito por Witold Pilecki. Nenhum deles jamais foi capturado.
Em 1943, prisioneiros organizaram o Kampfgruppe Auschwitz, com o objetivo de enviar o máximo de informações possível sobre o que estava acontecendo em Auschwitz para o mundo exterior. Os membros do campo enfiavam notas, bilhetes e as fotografias do Sonderkommando feitas furtivamente dos crematórios e câmaras de gás nas áreas ao redor dos campos e subcampos, esperando que pessoas os achassem e passassem as notícias aos Aliados e à resistência.

Mala Zimetbaum, prisioneira do campo

Em 24 de junho de 1944, Mala Zimetbaum, uma prisioneira judia belga de 26 anos, escapou com seu namorado polonês Edek Galinski. Zimetbaum, que trabalhava em Auschwitz como tradutora num dos escritórios do campo principal, levou com ela cópias das listas de deportação de judeus a que tinha acesso por dispor de maior liberdade de movimentos que um preso comum. Foi a primeira mulher e a primeira judia a escapar de Auschwitz. O casal passou pelos portões com ele vestido num uniforme roubado de soldado da SS e ela como sua namorada. Em 6 de julho, os dois foram presos perto da fronteira da Eslováquia e levados de volta à Auschwitz, onde, depois de uma estadia no bloco 11, foram sentenciados à morte em 15 de setembro, devendo ser enforcados ao mesmo tempo, ele no campo masculino e ela no feminino. Galinski foi executado mas Mala tentou o suicídio cortando os pulsos no alojamento antes do momento da execução e esbofeteando a guarda que tentou impedi-la com as mãos em sangue. De acordo com várias versões, ela morreu de hemorragia no caminho do local da execução ou foi assassinada a tiros na entrada do crematório.
Uma versão tornada histórica e reverenciada diz que Mala reagiu após cortar o pulso esbofeteando um guarda e teve a mão quebrada por ele. Gritando que a libertação estava próxima e que todos deviam se rebelar porque era melhor morrer lutando do que morrer como estavam morrendo, foi atacada pelas guardas femininas e teve a boca esmagada. A supervisora-chefe do campo feminino, SS-Lagerführerin Maria Mandel, "A Besta de Auschwitz", disse que tinha chegado uma ordem de Berlim para que Mala fosse cremada viva. Ela foi levada de maca até o crematório e seu fim diverge de acordo com as testemunhas. De acordo com a sobrevivente Raya Kagan, em depoimento oficial em Israel durante o julgamento por crimes de guerra do nazista Adolph Eichman em 1961, as últimas palavras de Mala Zimetbaum a seus carrascos alemães em Auschwitz foram: "Eu morrerei como uma heroína e vocês como cães!". Mandel, que deu a ordem para que ela fosse cremada viva, foi executada na forca em janeiro de 1948 por crimes contra a humanidade.

### Conhecimento dos Aliados
Os prisioneiros de Auschwitz conseguiam enviar informações para fora mesmo sem conseguir fugir dos campos. Um jornal, The Auschwitzer Echo, era impresso e distribuído secretamente e conseguia ser enviado para os movimentos de resistência em Cracóvia. Um transmissor de ondas-curtas que conseguiu ser escondido no Bloco 11, enviava notícias diretamente para o governo polonês no exílio, em Londres.:152 Estes comunicados foram as primeiras revelações sobre o Holocausto e eram a principal fonte de Inteligência dos Aliados no campo. Entretanto, eles foram por muito tempo ignorados no exterior como sendo muito extremistas.:1023
Por outro lado, entre 1940 e 1943, tanto a Resistência polonesa quanto os Aliados eram informados da situação em Auschwitz através dos relatórios enviados secretamente para fora do campo pelo capitão do exército polonês Witold Pilecki e pelo relato de alguns fugitivos anteriores. Pilecki é a única pessoa conhecida que se tornou voluntariamente um prisioneiro de Auschwitz, seguindo um plano da Resistência de enviar alguém que pudesse entrar nos campos, recolher informações e evidências e escapar novamente. Ele passou 945 dias lá, não apenas coletando evidências do genocídio que ocorria e enviando-os para os britânicos em Londres via Armia Krajowa, mas também tentando organizar uma resistência no local, conhecida como Związek Organizacji Wojskowej - ZOW. Seu primeiro relatório foi contrabandeado para fora em novembro de 1940, através de um prisioneiro não-judeu liberado de Auschwitz.:391

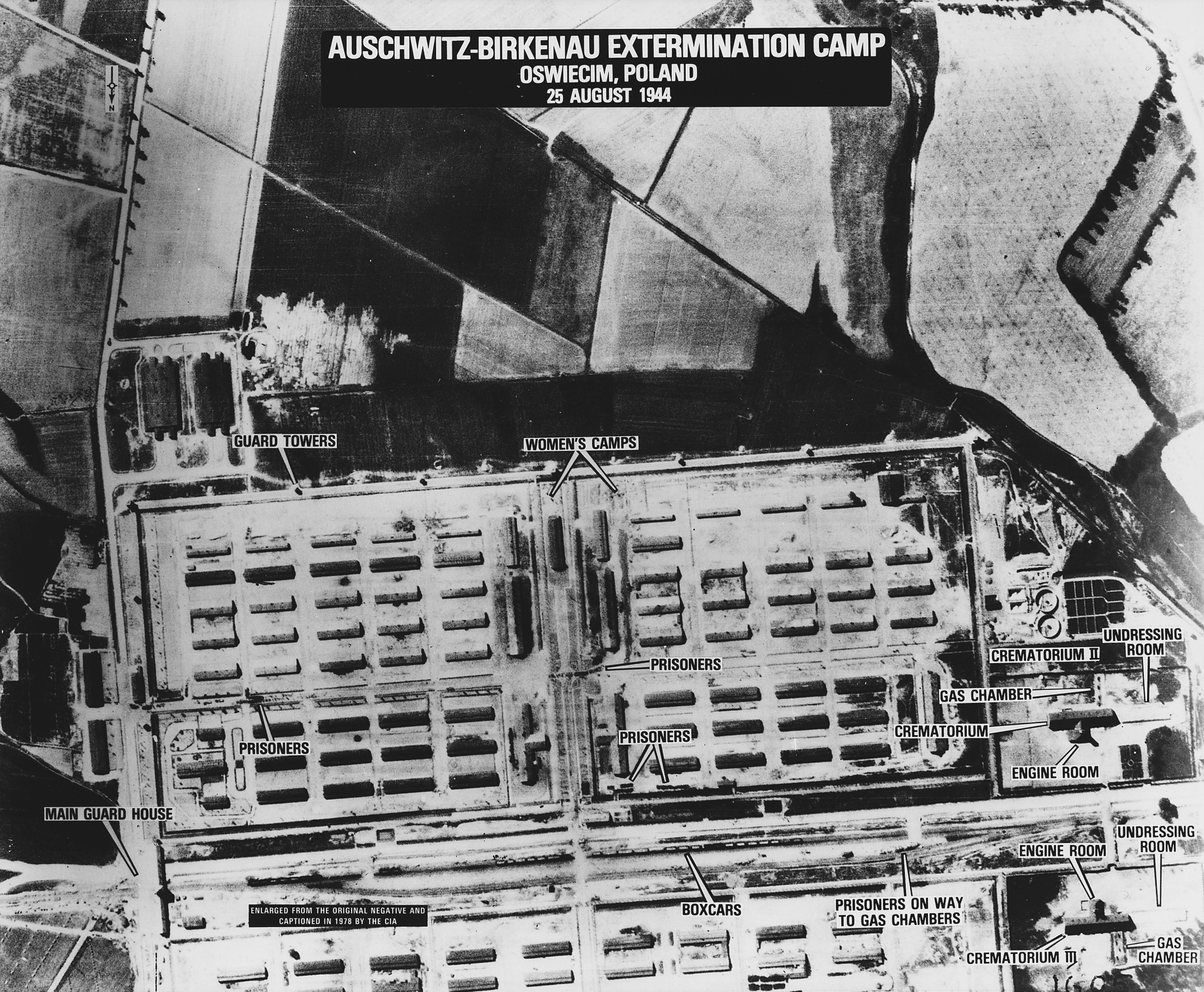
Fotografia aérea de Birkenau feita por um avião norte-americano de observação em 25 de agosto de 1944

Em 1944, a atitude dos Aliados viria a mudar quando eles receberam os relatórios Vrba–Wetzler, feitos por dois ex-prisioneiros, Rudolph Vrba e Alfred Wetzler, que conseguiram escapar do campo em 7 de abril de 1944; com desenhos, plantas das instalações e explicações detalhadas, eles acabaram convencendo os líderes aliados do que estava acontecendo em Auschwitz–Birkenau. Algumas partes destes relatórios foram publicados em 15 de junho pela BBC e em 20 de junho pelo New York Times, o que fez com que os governos aliados, o Papa Pio XII e a Cruz Vermelha Internacional fizessem pressão em cima do governo da Hungria – que desde uma troca de governo em março, após a ocupação do país por tropas do Reich, estava enviando centenas de milhares de seus judeus a Auschwitz – para que interrompesse o envio de judeus para o campo. A pressão surtiu efeito sobre o regente Miklós Horthy e o recém-instalado governo pró-nazista, que suspendeu o envio em 7 de julho, temendo, entre outras coisas, o bombardeio de Budapeste em retaliação pela deportação de judeus, após ameaças feitas pelo presidente dos Estados Unidos, Franklin Roosevelt. Mas deportações continuaram a ocorrer, vindas de outros países europeus. Começando com um apelo do rabino eslovaco Chaim Weissmandl em maio de 1944, uma campanha cresceu na Europa cativa para que os Aliados bombardeassem Auschwitz ou as linhas férreas que levavam até ele. Num certo momento, Winston Churchill deu ordens a seu ministro da Guerra Anthony Eden para que tal plano fosse realizado, mas acabou persuadido a não fazê-lo depois de ponderações do comando da RAF de que um bombardeio de Auschwitz mataria mais prisioneiros que alemães e não interromperia os massacres. Em agosto de 1944, contudo, aviões britânicos e norte-americanos bombardearam as fábricas de combustível líquido e borracha sintética da IG Farben nos arredores de Auschwitz III – Monowitz.

### Libertação

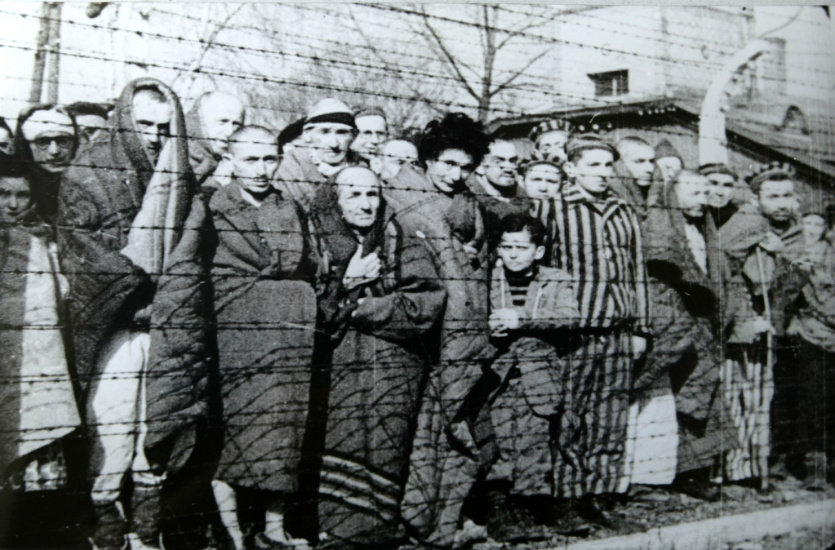
Prisioneiros libertados pelos soviéticos em 27 de janeiro de 1945

A última seleção de prisioneiros para as câmaras ocorreu em 30 de outubro de 1944. No mês seguinte, Heinrich Himmler ordenou que os crematórios fossem destruídos antes que o Exército Vermelho chegasse aos campos. A maioria dos prisioneiros que trabalhavam nas câmaras e no crematório foram executados entre setembro e novembro para não haver testemunhas. Mais de 400 deles morreram durante uma insurreição em outubro. As câmaras de gás foram explodidas em janeiro de 1945. :326 e documentos de toda ordem queimados ao ar livre no campo. Este esforço nazista para destruir as provas do Holocausto foi denominado Sonderaktion 1005. Em 17 de janeiro de 1945, o comando da SS em Berlim deu ordens para que todos os prisioneiros restantes nos campos fossem executados, mas em meio ao caos da retirada nazista na época, a ordem não foi levada adiante. No mesmo dia, o complexo começou a ser evacuado. Em 23 de janeiro, o "Canadá II", uma das seções dos campos onde eram empilhados e catalogados os pertences dos mortos, foi queimado e destruído.
Cerca de 60 mil sobreviventes foram obrigados a participar de uma marcha da morte até o campo de Wodzisław Śląski (Loslau em alemão), entre eles muitas crianças, de onde foram embarcados em trens de carga para outros campos; 15 mil morreram durante a marcha, alguns de exaustão outros mortos a tiros por não conseguirem acompanhar o passo. Aqueles muito doentes ou sem condição de caminhar foram deixados em Auschwitz. Um grupo de 3200 prisioneiros do subcampo de Jaworzno fez uma das mais longas marchas da morte de toda a guerra, percorrendo 250 km. Cerca de 20 mil dos prisioneiros foram levados para o campo de concentração de Bergen Belsen, onde foram libertados pelos britânicos em abril de 1945.
Diversos massacres foram cometidos nestas evacuações, como na estação de trem de Rybnik em 22 de janeiro de 1945, onde um trem transportando 2,5 mil prisioneiros do subcampo de Gliwice fez uma parada e os prisioneiros receberam ordem de desembarcar. Os que não tinham forças para tal foram metralhados pela Allgemeine-SS e pela polícia local dentro dos vagões. Depois que os guardas e os prisioneiros capazes de andar continuaram a marcha a pé para oeste, 300 corpos jaziam nos trens, na estação e na área em volta.
Muitos poloneses e tchecos cristãos moradores das localidades por onde essas marchas passavam ajudaram secretamente os prisioneiros, dando-lhes água, comida e até escondendo vários deles em casas ou celeiros até a chegada das tropas aliadas. Após a guerra, muitas destas pessoas foram homenageadas com a medalha de Justos entre as nações pelo governo de Israel, por arriscarem suas vidas para ajudar prisioneiros judeus a sobreviverem nos estágios finais da guerra.
Os 7500 prisioneiros restantes deixados em Auschwitz foram libertados em 27 de janeiro pela 322ª Divisão de Rifles do 60.º Exército de Frente Ucraniana do Exército Vermelho. Entre os artefatos do genocídio encontrados pelos russos estavam 348 820 ternos de homem e 836 255 vestidos de mulheres, além de montanhas de óculos, cabelos humanos e calçados, muitos deles em tamanhos infantis.:453
Não tínhamos a menor ideia da existência daquele campo. Nossos superiores não disseram coisa alguma sobre ele. Entramos ao amanhecer de 27 de janeiro. Havia um cheiro tão forte que era impossível aturar por mais de cinco minutos. Meus soldados não conseguiam suportá-lo e me imploraram para que fôssemos embora. Mas tínhamos uma missão a cumprir. Vimos algumas pessoas de pé em roupas listradas - eles não pareciam humanos. Eram pele e osso, somente esqueletos. Quando dissemos a eles que o Exército soviético os havia libertado, eles sequer reagiram. Não conseguiam falar ou mesmo mexer a cabeça. Os prisioneiros não tinham calçados. Seus pés estavam envoltos em  trapos. Era janeiro e a neve estava começando a derreter. Até hoje não sei como conseguiram sobreviver. Quando chegamos ao primeiro pavilhão, estava escrito que era para mulheres. Entramos e vimos uma cena horrível. Mulheres desnudas e mortas jaziam perto da porta. Suas roupas tinham sido removidas pelas sobreviventes. Havia sangue e excrementos pelo chão. Nos alojamentos infantis, havia apenas duas crianças vivas. E elas começaram a gritar 'Não somos judias! Não somos judias'. Elas eram judias, mas estavam com medo de serem levadas para as câmaras de gás. Nossos médicos as tiraram dos alojamentos para serem limpas e alimentadas. Abrimos as cozinhas e preparamos refeições leves para os prisioneiros. Algumas das pessoas morreram porque seus estômagos não podiam mais funcionar normalmente. Vi os fornos e as máquinas de matar. As cinzas (dos mortos) eram espalhadas pelo vento.— Anatoly Shapiro, primeiro oficial soviético a abrir os portões e entrar no complexo de Auschwitz, no dia da libertação, 27 de janeiro de 1945.

## Pós-guerra

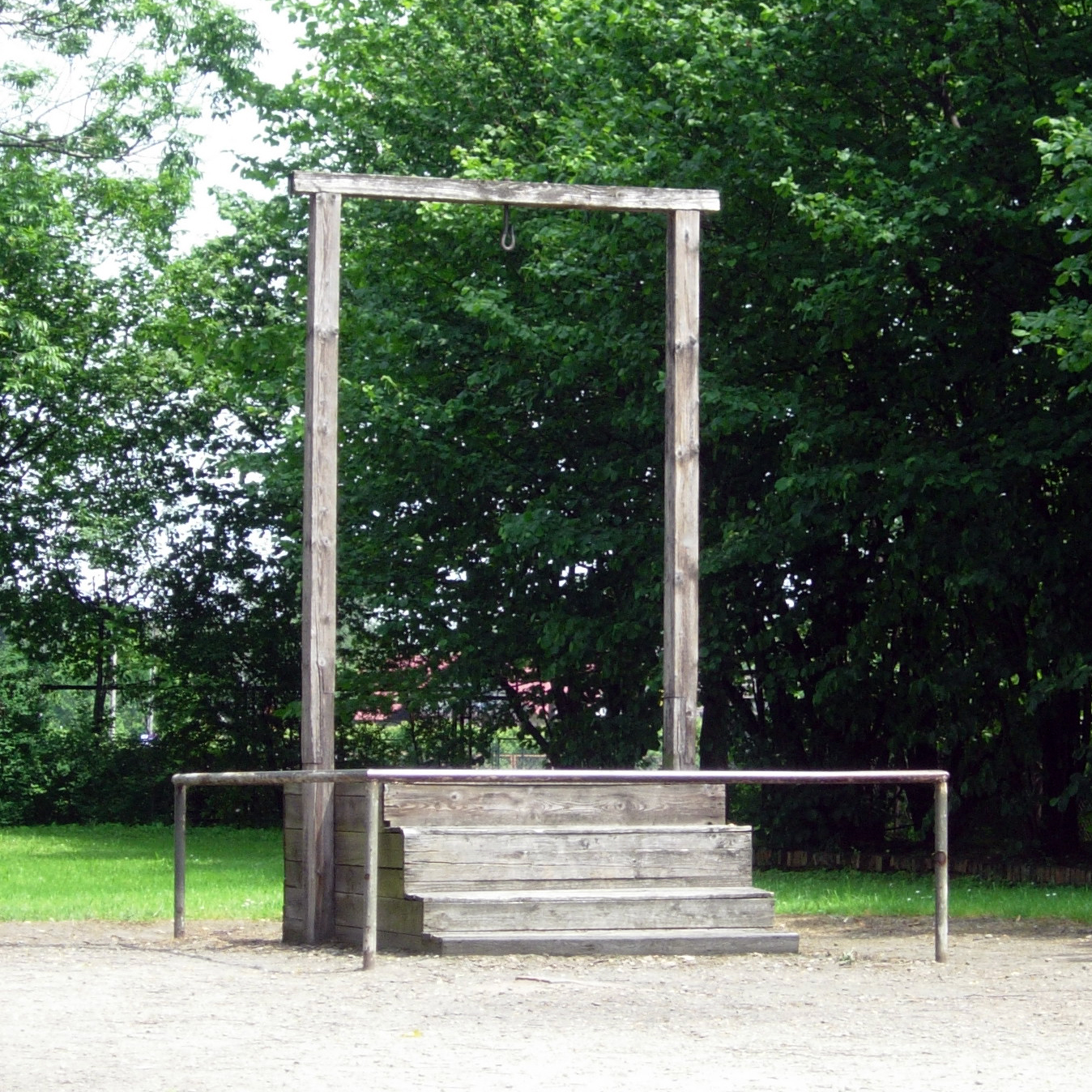
Cadafalso em Auschwitz I onde Rudolf Höss foi enforcado em 16 de abril de 1947

Após a guerra, partes de Auschwitz I e os alojamentos dos guardas SS no complexo serviram em princípio como hospital para os prisioneiros doentes libertados. Até 1947, parte dele foi usado pela NKVD e pelo Ministério da Segurança Pública da Polônia como campo de prisioneiros alemães. A fábrica Buna-Werke foi tomada pelo governo polonês e se tornou o polo inicial de uma indústria química criada na região. O edifício da Gestapo em Auschwitz I foi demolido e no terreno em que se encontrava foi construído um cadafalso e uma forca, onde o primeiro comandante do campo, Rudolph Höss, foi executado em 17 de abril de 1947.
Em 24 de novembro de 1947 foi iniciado o Julgamento de Auschwitz, em Cracóvia, onde 41 ex-integrantes da administração e da guarda do campo foram julgados por crimes contra a Humanidade; 23 deles foram sentenciados à morte e os restantes 18 receberam penas variáveis entre três anos e prisão perpétua, com dois deles sendo absolvidos.
Nos anos seguintes, agricultores poloneses que retornaram à área e ali se estabeleceram, retiraram das ruínas do campo tijolos reutilizáveis, para que pudessem reconstruir abrigos agrícolas para os invernos seguintes. Hoje, alguns edifícios na entrada do campo I e alguns dos alojamentos feitos de tijolo ainda sobrevivem; dos cerca de 300 barracões de prisioneiros feitos de madeira, apenas dezenove foram reconstruídos usando material original: dezoito próximos ao edifício principal e um em outra área do campo. De todo o resto, tudo o que restou foram algumas chaminés, restos de um meio em grande parte ineficaz de aquecimento. Muitos desses prédios de madeira foram construídos a partir de seções pré-fabricadas, por uma empresa que imaginava que eles fossem usados como estábulos; no interior deles, vários anéis de metal para amarrar cavalos ainda podem ser vistos.

### Legado
Nas décadas desde a sua libertação, Auschwitz tornou-se um símbolo primário do Holocausto. O historiador Timothy D. Snyder atribui isso ao alto número de mortes do campo e à "combinação incomum de um complexo de campos industriais e uma instalação de matança", que deixou muito mais testemunhas do que instalações de morte como propósito único, como Chełmno ou Treblinka. Em 2005, a Assembleia Geral das Nações Unidas designou 27 de janeiro, a data da libertação do campo, o Dia Internacional da Lembrança do Holocausto. Helmut Schmidt visitou o local em novembro de 1977, o primeiro chanceler da então Alemanha Ocidental, seguido por seu sucessor, Helmut Kohl, em novembro de 1989. Em uma declaração por escrito sobre o cinquentenário da libertação, Kohl descreveu Auschwitz como o "capítulo mais sombrio e mais horrível da história alemã".
Notáveis memorialistas do campo incluem Primo Levi, Elie Wiesel e Tadeusz Borowski. A obra Se questo è un uomo de Levi, publicada pela primeira vez na Itália em 1947, se tornou um clássico da literatura sobre o Holocausto, uma "obra-prima imperecível". Wiesel escreveu sobre seu aprisionamento em Auschwitz em Night (1960) e outras obras e se tornou um porta-voz proeminente contra a violência étnica; em 1986, ele recebeu o Prêmio Nobel da Paz. A sobrevivente do acampamento Simone Veil foi mais tarde eleita presidente do Parlamento Europeu, servindo de 1979 a 1982. Duas vítimas de Auschwitz - Maximilian Kolbe, um padre que se ofereceu para morrer por inanição no lugar de um estranho, e Edith Stein, um judeu convertido ao catolicismo - mais tarde foram nomeados santos da Igreja Católica.
Em 2017, a pesquisa da Fundação Körber descobriu que 40% dos jovens de 14 anos na Alemanha não sabiam o que era Auschwitz. No ano seguinte, uma pesquisa organizada pela Claims Conference, pelo Museu Memorial do Holocausto dos Estados Unidos e outras instituições mostrou que 41% dos 1 350 adultos americanos pesquisados e 66% dos millennials não sabiam o que Auschwitz foi, enquanto que 22% disseram que nunca tinham ouvido falar do Holocausto. Uma pesquisa da CNN-ComRes em 2018 encontrou uma situação semelhante na Europa.

### Museu

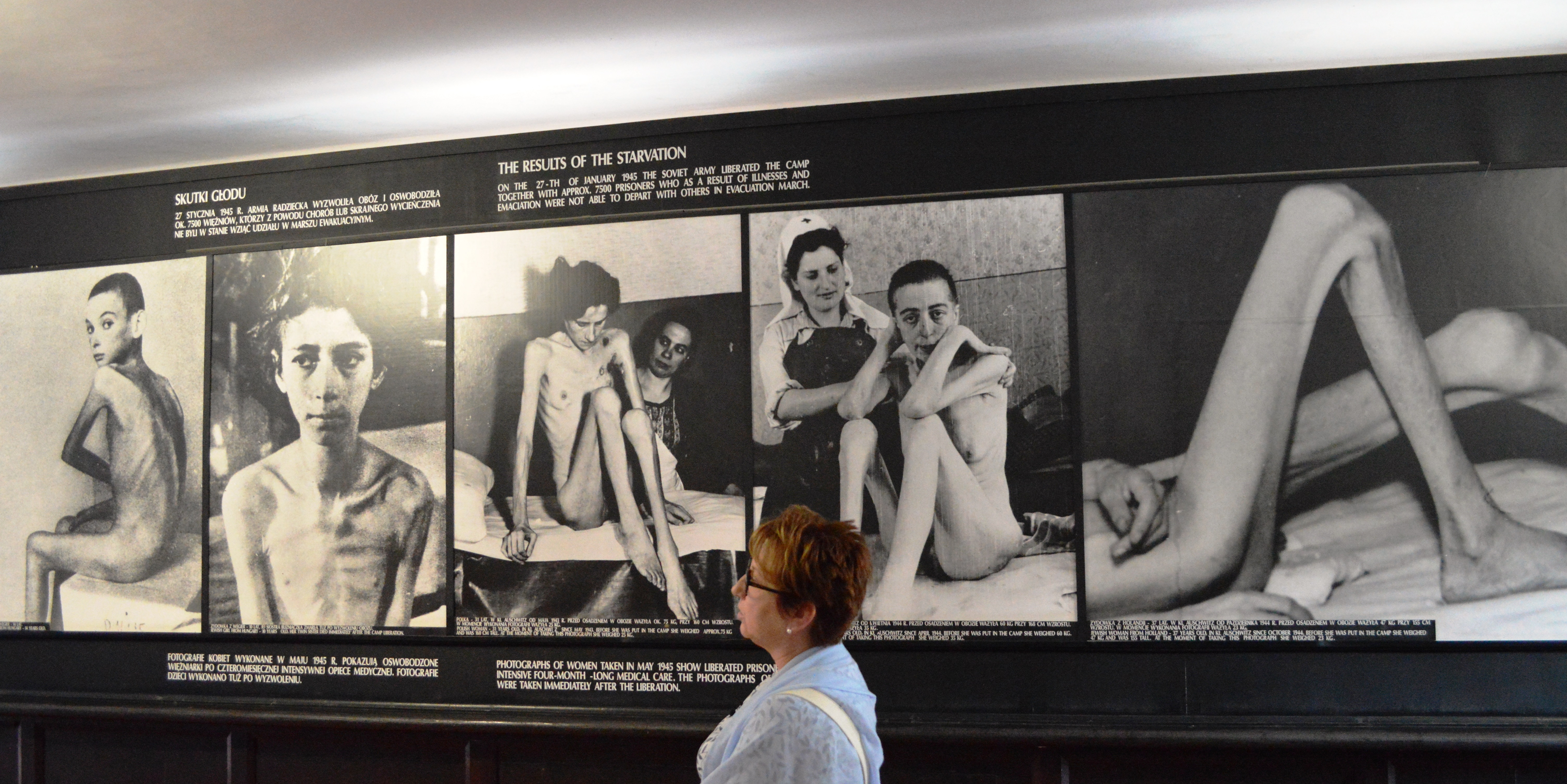
Exibição do museu em 2016

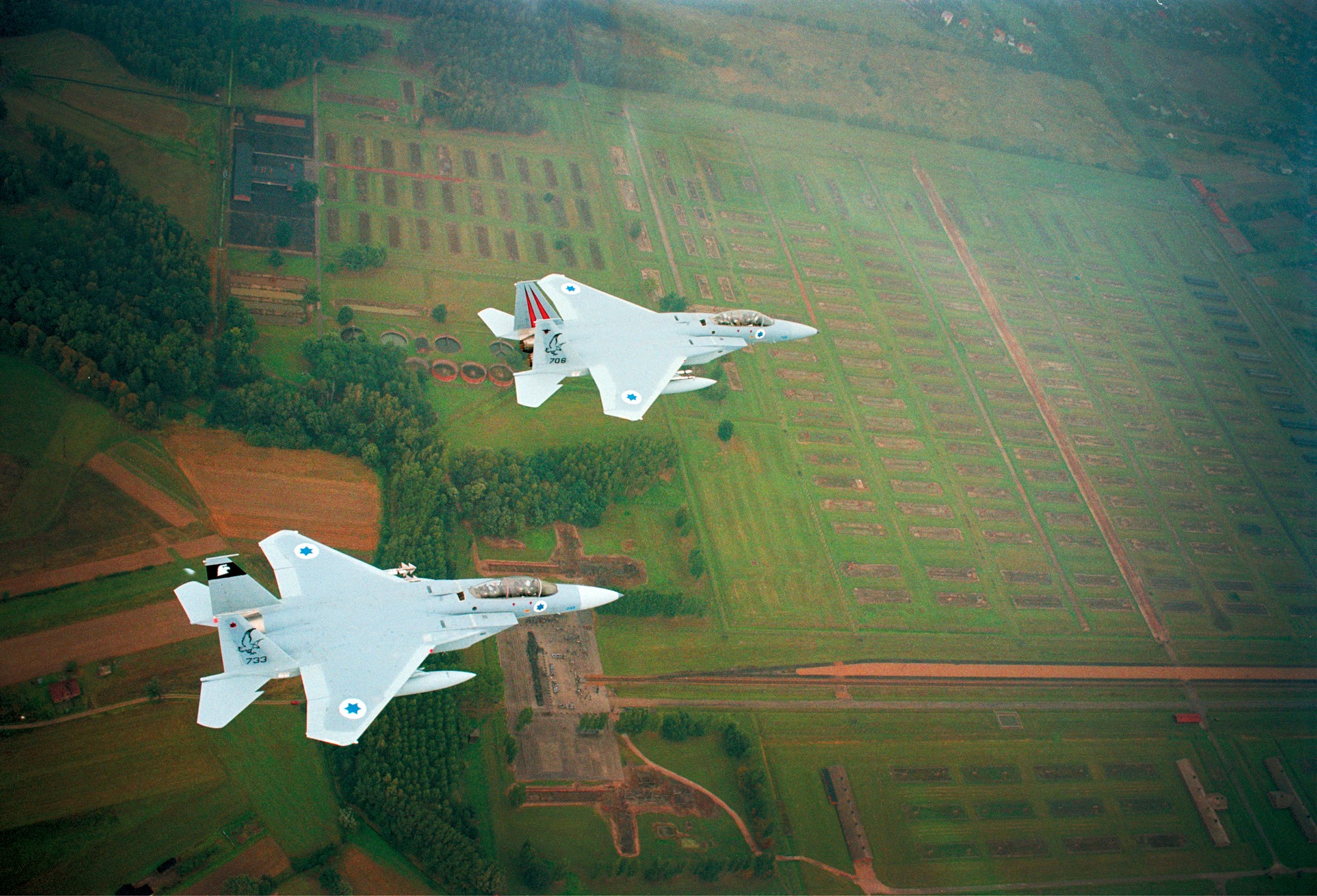
Caças F-15 da Força Aérea Israelense sobrevoam Auschwitz em setembro de 2006

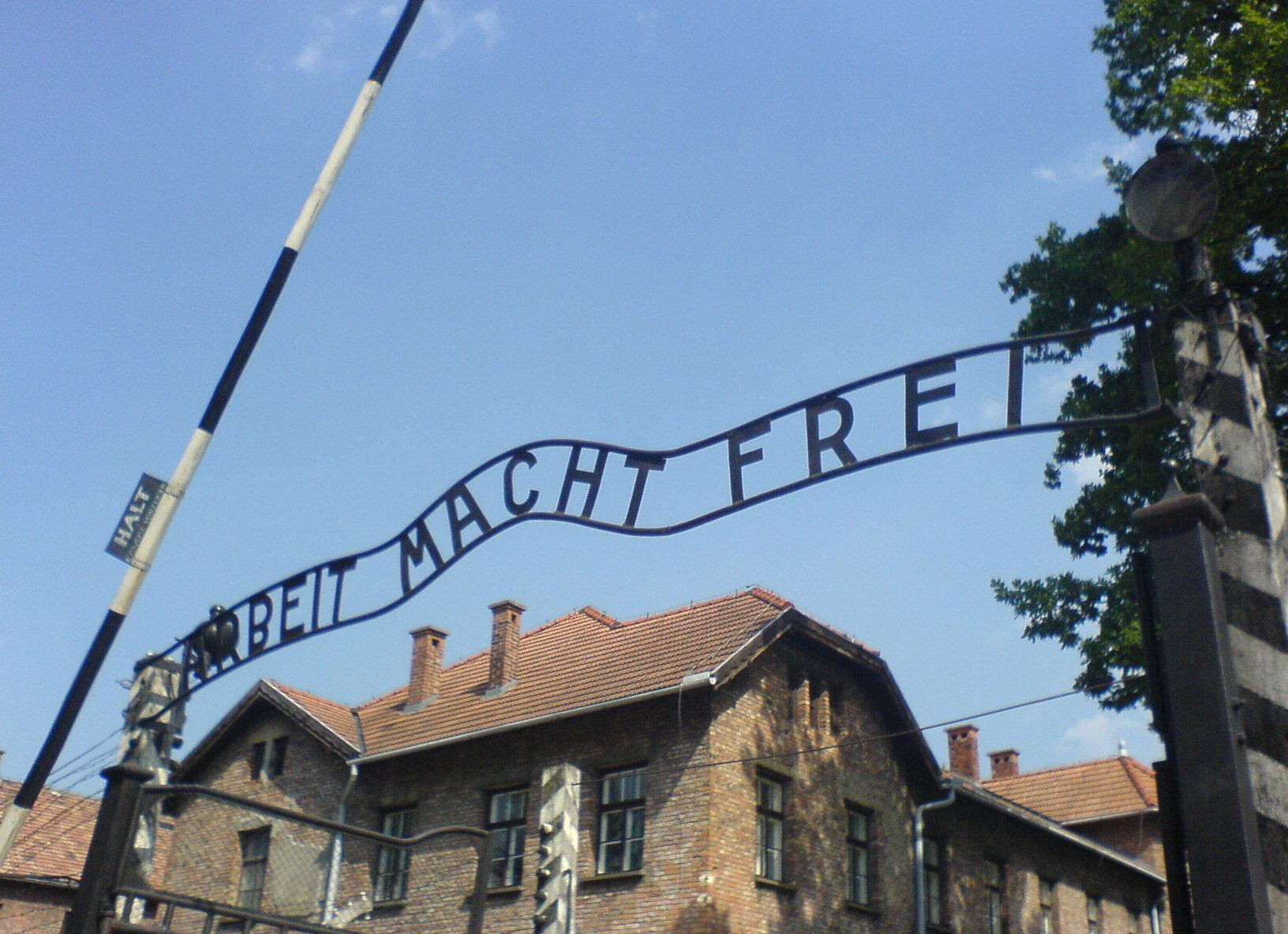
Arbeit macht frei', no topo do portão de entrada de Auschwitz

Em 1947, o governo polonês decidiu restaurar Auschwitz e transformá-lo num museu em homenagem às vítimas do nazismo. Auschwitz II - Birkenau, onde as construções (muitas dos quais eram estruturas de madeira pré-fabricadas) eram propensas à decadência, foi preservado, mas não restaurado. Hoje em dia a área do museu contém elementos de vários períodos dentro do complexo; por exemplo, a câmara de gás de Auschwitz I – que havia sido transformada em abrigo antiaéreo pela SS – foi restaurada e a cerca a seu redor foi movida de lugar (por causa de trabalhos de construção que estavam sendo feito ali após a guerra mas antes da instalação do museu). Mas de maneira geral, o afastamento das instalações atuais da verdade histórica é pequeno, e facilmente identificáveis. Ele contém centenas de sapatos de homens, mulheres e crianças além de agasalhos e utensílios caseiros. Uma vitrine com trinta metros de comprimento mostra pilhas de cabelos humanos que eram cortados dos prisioneiros, homens e mulheres, antes de enviá-los aos trabalhos forçados ou às câmaras de gás.
Auschwitz-Birkenau e suas câmaras de gás estão abertos à visitação pública. O local foi transformado em Patrimônio da Humanidade pela UNESCO. As cinzas das vítimas foram espalhadas entre os alojamentos e todo o lugar é considerado um grande túmulo e um campo santo. Em Auschwitz I, a maioria dos edifícios ainda continua de pé; a entrada do público se faz por ali, no lugar onde era a construção onde os prisioneiros eram admitidos, recebiam seus números e seus uniformes de presos. No fim do campo, há placas comemorativas em várias línguas, incluindo Romani, a língua usada pelos romas. Entre 1955 e 1990 ele foi dirigido por um de seus criadores e ex-prisioneiro por quase cinco anos, Kazimierz Smoleń, que, coincidentemente, faleceu no dia do 67º aniversário da libertação do campo, em 27 de janeiro de 2012.
O mais icônico símbolo de Auschwitz, a inscrição Arbeit macht frei ("O trabalho liberta") feita em ferro forjado numa peça de cinco metros de comprimento pesando 41 kg, foi roubada da entrada do campo na manhã de 18 de dezembro de 2009. Depois de retirada, eles a carregaram por 300 m até um buraco na parede do complexo, do qual cortaram quatro barras de ferro existentes que impediam a entrada, fugindo por ali. O roubo, feito por poloneses, teria a participação, como receptador, de um ex-neonazista sueco, Anders Högström. As autoridades substituíram a peça roubada por uma cópia existente, que havia sido forjada para substituir a original quando anos antes ela foi retirada para reparos. Pouco depois do roubo, o governo da Polônia aumentou a segurança em todos os pontos de fronteira e batidas policiais ocorreram por todo o país. A placa foi encontrada dois dias depois, no nordeste da Polônia, cortada em três partes para melhor transporte de automóvel, na casa de um dos cinco suspeitos já em custódia. Os ladrões foram julgados e condenados a penas entre 18 e 30 meses de prisão. Depois de recuperada e reconstruída, as autoridades polonesas anunciaram que a placa original passaria a ser exibida em ambiente interno em Auschwitz, enquanto a cópia passaria a ficar exposta acima do portão de entrada.

### Negacionismo
Apesar de todas as evidências históricas, após o fim da Segunda Guerra Mundial e através dos anos, houve intentos de negar o propósito dos campos de extermínio ou sua magnitude. Afirmou-se que seria impossível queimar um tal número de corpos e que as instalações, que podem ser visitadas na atualidade, foram reconstruídas depois da guerra para que estivessem em concordância com o que se contou sobre Auschwitz ao final da guerra.:25
Entre outras inúmeras alegações, os negacionistas alegam também que as confissões dos criminosos de guerra nazistas foram obtidas sob tortura e que peças históricas como fotografias de campos de concentração e mesmo o Diário de Anne Frank são fabricadas.
Na Polônia, o negacionismo do Holocausto é considerado crime e punido com um mínimo de três anos de prisão. Em fevereiro de 2006, o governo polonês passou a proibir a visita de pesquisadores iranianos a Auschwitz, depois que o presidente do Irã, Mahmoud Ahmadinejad, fez declarações públicas de que o Holocausto era um mito.